# La Neuville-en-Hez
Pour les articles homonymes, voir Neuville.
La Neuville-en-Hez [ɛz] est une commune française située dans le département de l'Oise en région Hauts-de-France. Ses habitants sont appelés les Neuvillois et les Neuvilloises.

## Géographie

### Localisation
La commune de La Neuville-en-Hez est située à 60 km au nord de Paris, à moins de 18 km à l'est de Beauvais, 36 km à l'ouest de Compiègne et 55 km au sud d'Amiens. Le méridien de Paris ou méridienne verte traverse le territoire.

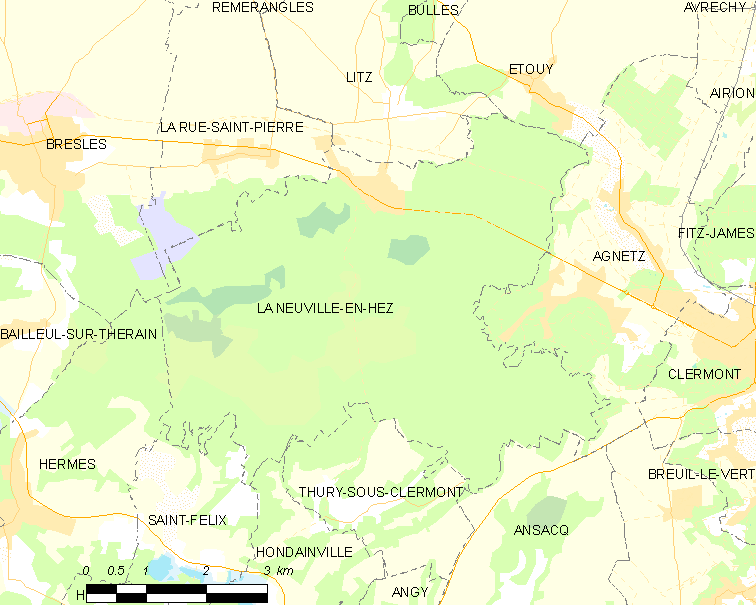
Carte de la commune.
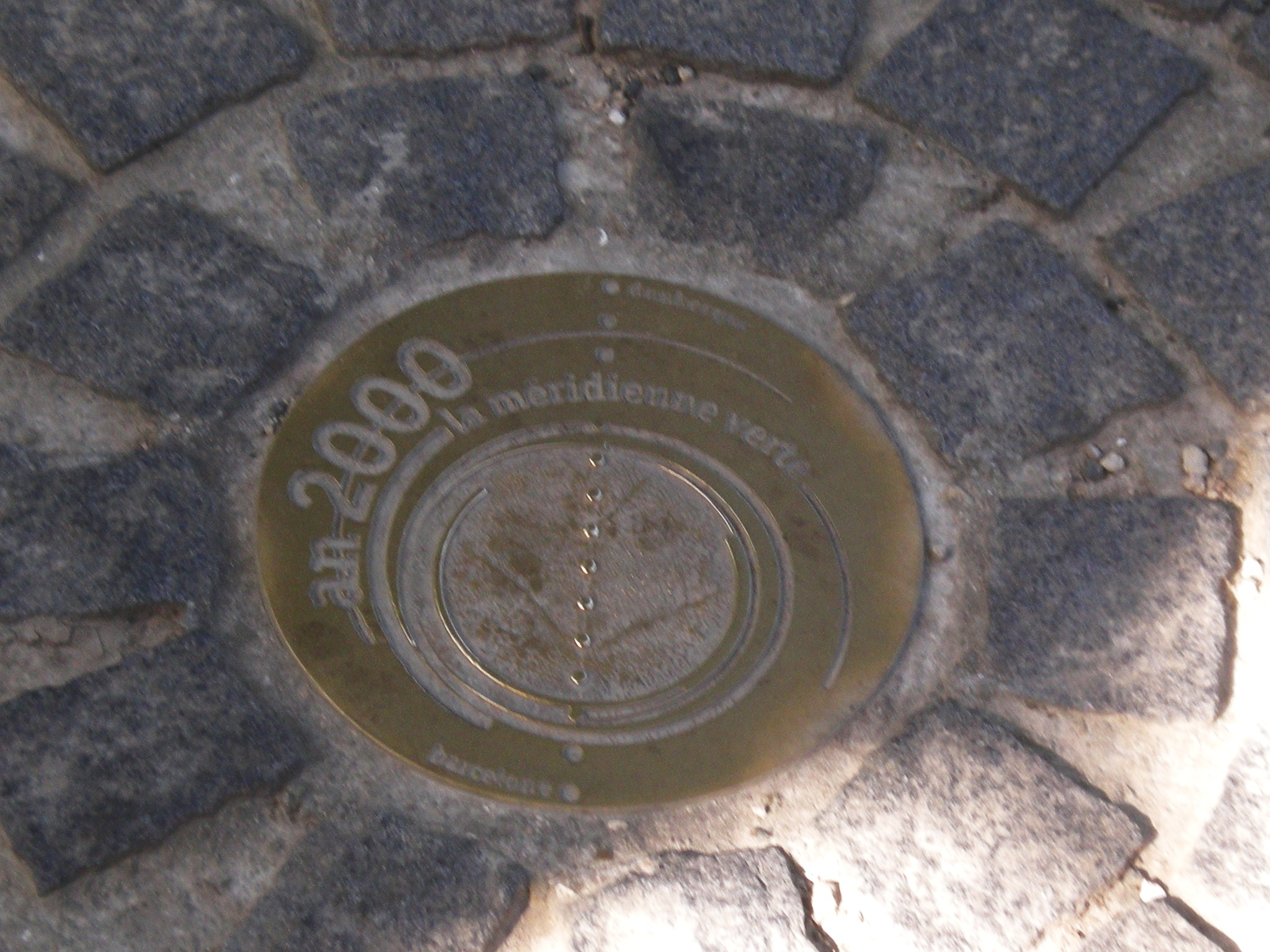
Médaillon de la méridienne verte, route forestière de Condé, dans la forêt de Hez-Froidmont.

### Communes limitrophes
Les communes limitrophes sont  Agnetz, Ansacq, Bresles, Hermes, Hondainville, La Rue-Saint-Pierre, Litz, Saint-Félix, Thury-sous-Clermont et Étouy.
| La Rue-Saint-Pierre | Litz                             | Étouy  |
| Bresles             | La Neuville-en-Hez               | Agnetz |
| Hermes Saint-Félix  | Hondainville Thury-sous-Clermont | Ansacq |

### Topographie
Il s'agit de la troisième plus grande commune du département en termes de superficie (28,4 km2), après Compiègne (53,1 km2) et Beauvais (33,3 km2). Son territoire comprend l'ensemble de la forêt de Hez-Froidmont qui s'élève jusqu'au sommet des coteaux formant la limite méridionale. Elle descend vers le nord jusqu'à la vallée de la Brêche, dominant vers l'ouest les marais tourbeux de Bresles et de La Rue-Saint-Pierre.
La commune s'étend entre 49 et 161 mètres au-dessus du niveau de la mer pour une altitude moyenne de 105 mètres. Le chef-lieu de La Neuville-en-Hez se situe à 65 mètres. Le point le moins élevé se trouve à la limite nord-est du territoire, sur les bords de la Brêche alors que le site le plus élevé se situe dans la forêt de Hez-Froidmont, sur la route forestière Bourbon, entre les carrefours du Magasin et de la Reine. Le sud du territoire se situe sur un plateau surplombant d'une soixantaine de mètres le chef-lieu et le nord-ouest du territoire. Plusieurs vallons sont présents sur le territoire dont le fond de la Garde, le fond du sac, ainsi que le fond des jambes.

### Géologie
Le sable forme tous les talus des coteaux de la forêt de Hez-Froidmont jusqu'après Clermont. Il s'étend entre Litz et le chef-lieu, ainsi que dans la partie basse de la forêt. Ce sable est généralement jaune-verdâtre ou mêlé de grains verts, rubané par des nuances variées depuis le blanc jusqu'au fauve. Il paraît ainsi aux friches. On marche constamment sur du sable à rognons en allant vers le vallon de la Garde. Il existe à l'entrée de ce vallon un dépôt de lignite pyriteux terreux exploité comme cendre d'engrais qui est pareil en tout aux dépôts analogues du Soissonnais, mais il a peu d'épaisseur et d'étendue. Le lignite est recouvert d'une argile jaunâtre et divisée par des cordons ou lits de marnes calcaires blanches ou brunes, pétries de coquilles blanches. On y trouve en quantité du bois à l'état de pétrification quarteuse. La partie inférieure du système sablonneux est recouverte d'un terrain de transport qui se compose de silex pyromaques, de galets silicieux, de bois pétrifié des lignites, de rognons de grès ferrugineux, calcaires et de fragments de meulières. Il forme une couche assez épaisse au pied de la forêt. Le sable de Bracheux, qui marque le début du cycle thanétien à l'ère tertiaire, apparaît sur le territoire. Des alluvions modernes tapissent la vallée de la Brêche, à la limite nord-ouest. Des limons des plateaux complètent la superficie de la région.
La commune se situe en zone de sismicité 1, très faiblement exposée aux séismes.

### Hydrographie et eau potable
Aucune rivière ne traverse la commune. Deux ruisseaux sont présents sur le territoire : le ruisseau de la Garde, appelé aussi ru de la Garde. Celui-ci prend sa source dans l'étang artificiel du fond de la garde (à la limite ouest du territoire), crée grâce à une levée de terre. Ce ruisseau quitte la commune en direction de l'ouest pour se jeter dans la Brêche à Clermont et en traversant la commune d'Agnetz.
Un second ruisseau débute d'une source, à la limite sud de la commune rejoint le ruisseau de la Lombardie à Thury-sous-Clermont. Un autre étang artificiel, appelé « étang communal », se trouve au sud du village. Il est alimenté par un petit ruisseau qui se déverse en contrebas dans un lavoir puis dans une mare à la limite sud du chef-lieu. Dans le village se trouve le lavoir Saint-Louis ainsi qu'une station d'épuration. On trouve également une fontaine dans la forêt de Hez-Froidmont, proche du carrefour du Ruisseau de la Garde. Un court et léger ruisseau d'eau se trouve également vers le carrefour de la Fontaine aux Aulnes.
La rivière de la Brêche marque la limite avec la commune d'Étouy, au nord-ouest. Les zones les moins élevées du territoire sont situées au-dessus de plusieurs nappes phréatiques sous-afflurentes.

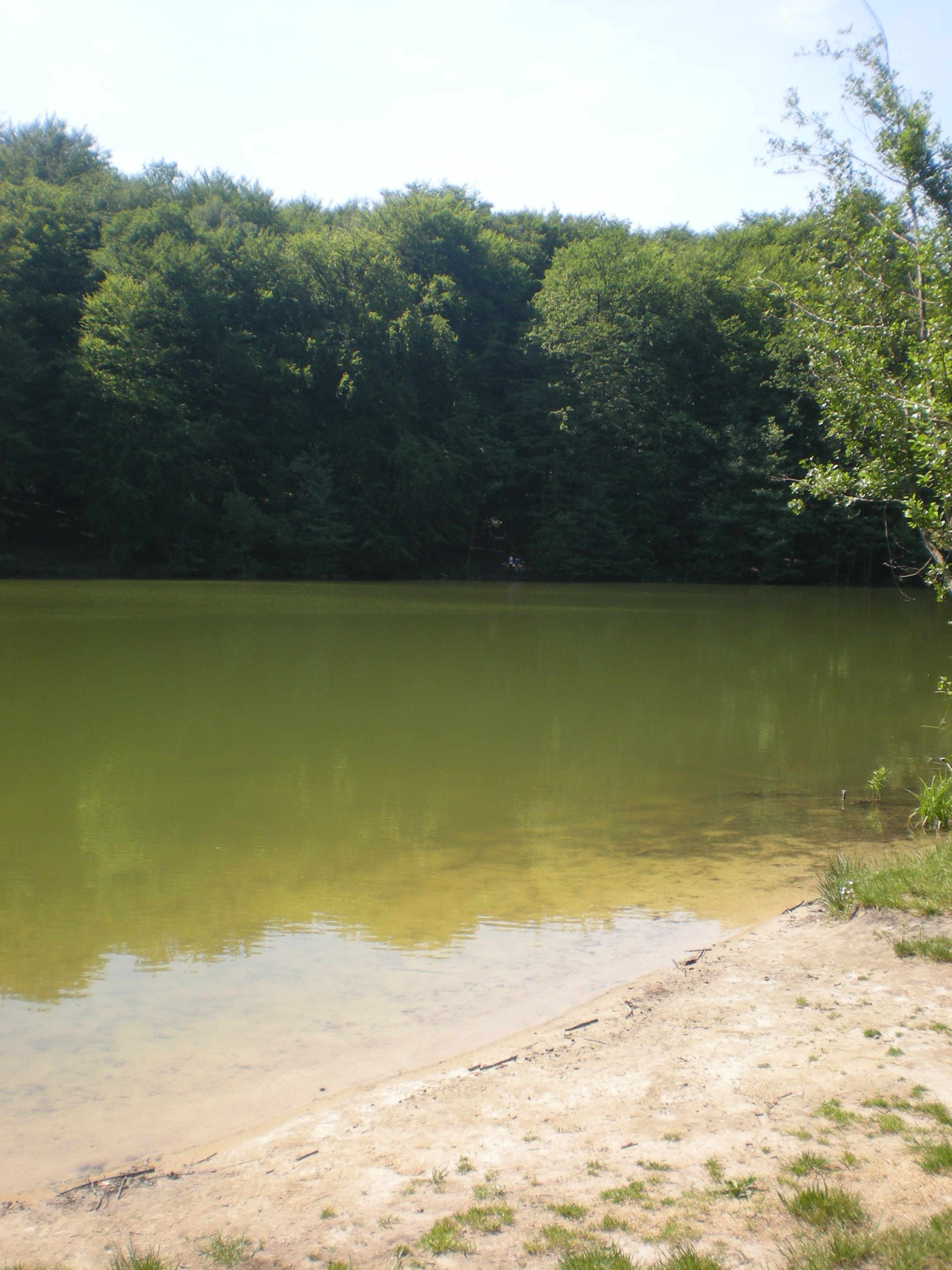
L'étang du fond de la Garde.
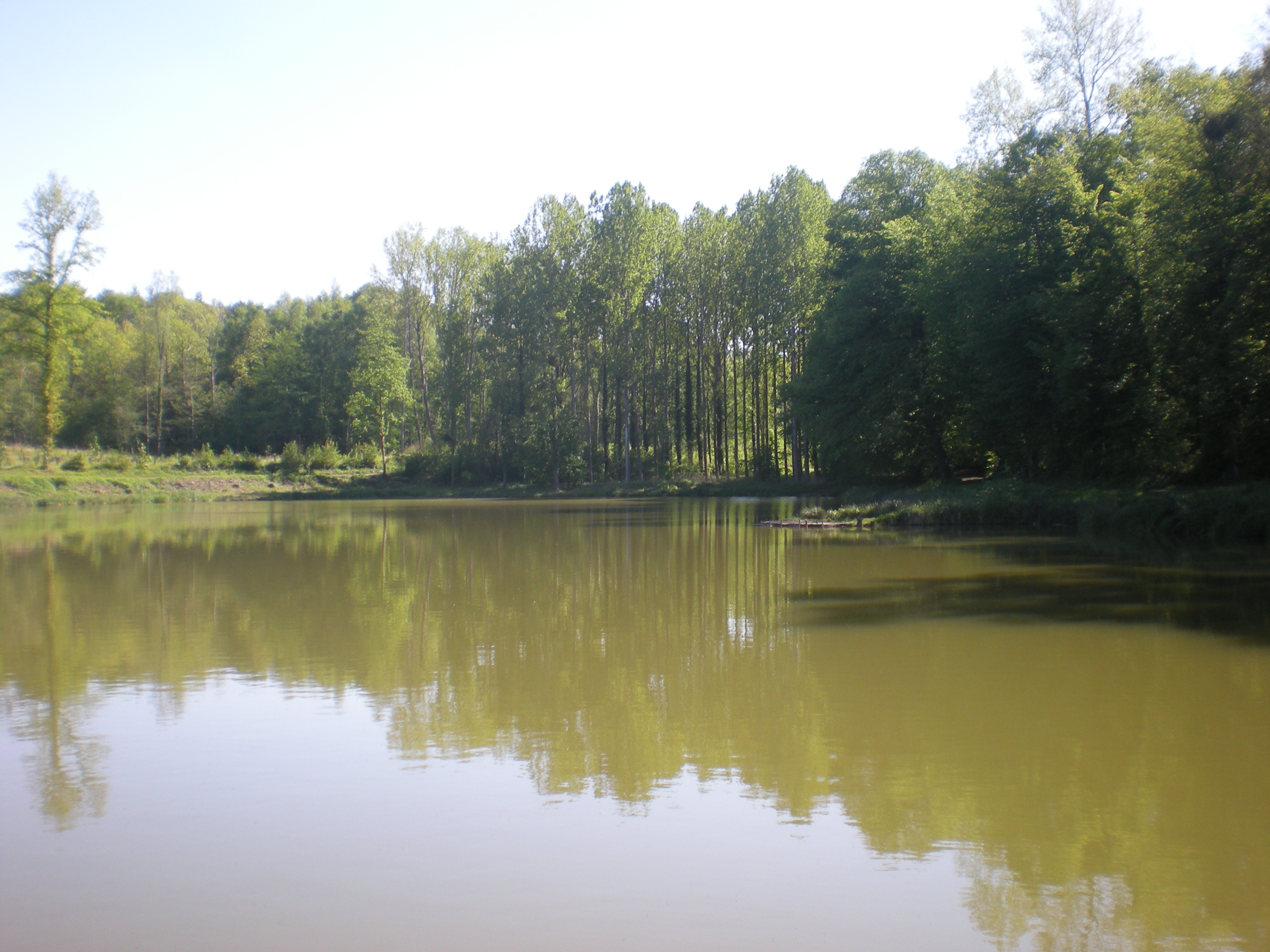
L'étang communal.
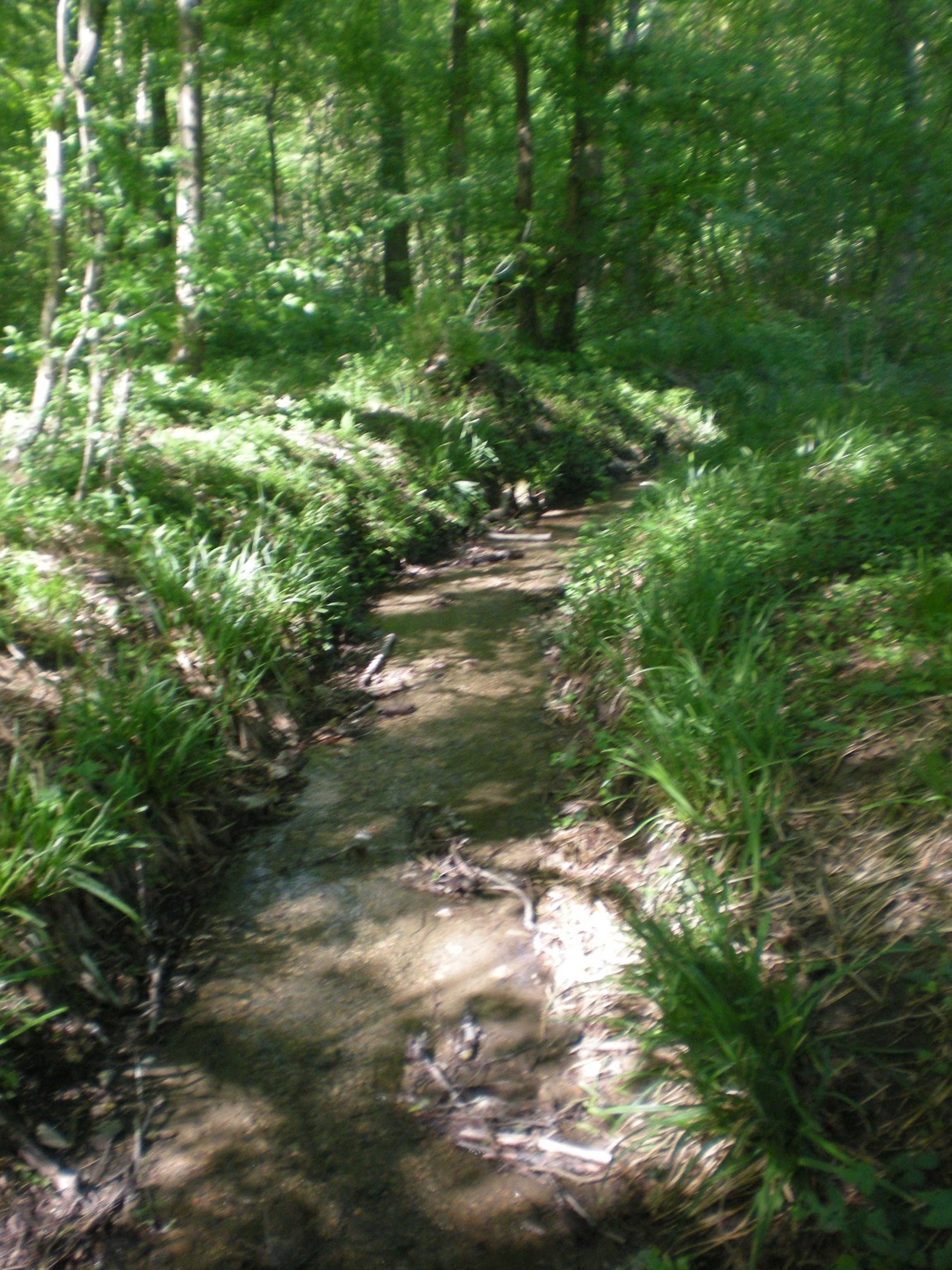
Ruisseau, près de l'étang communal.
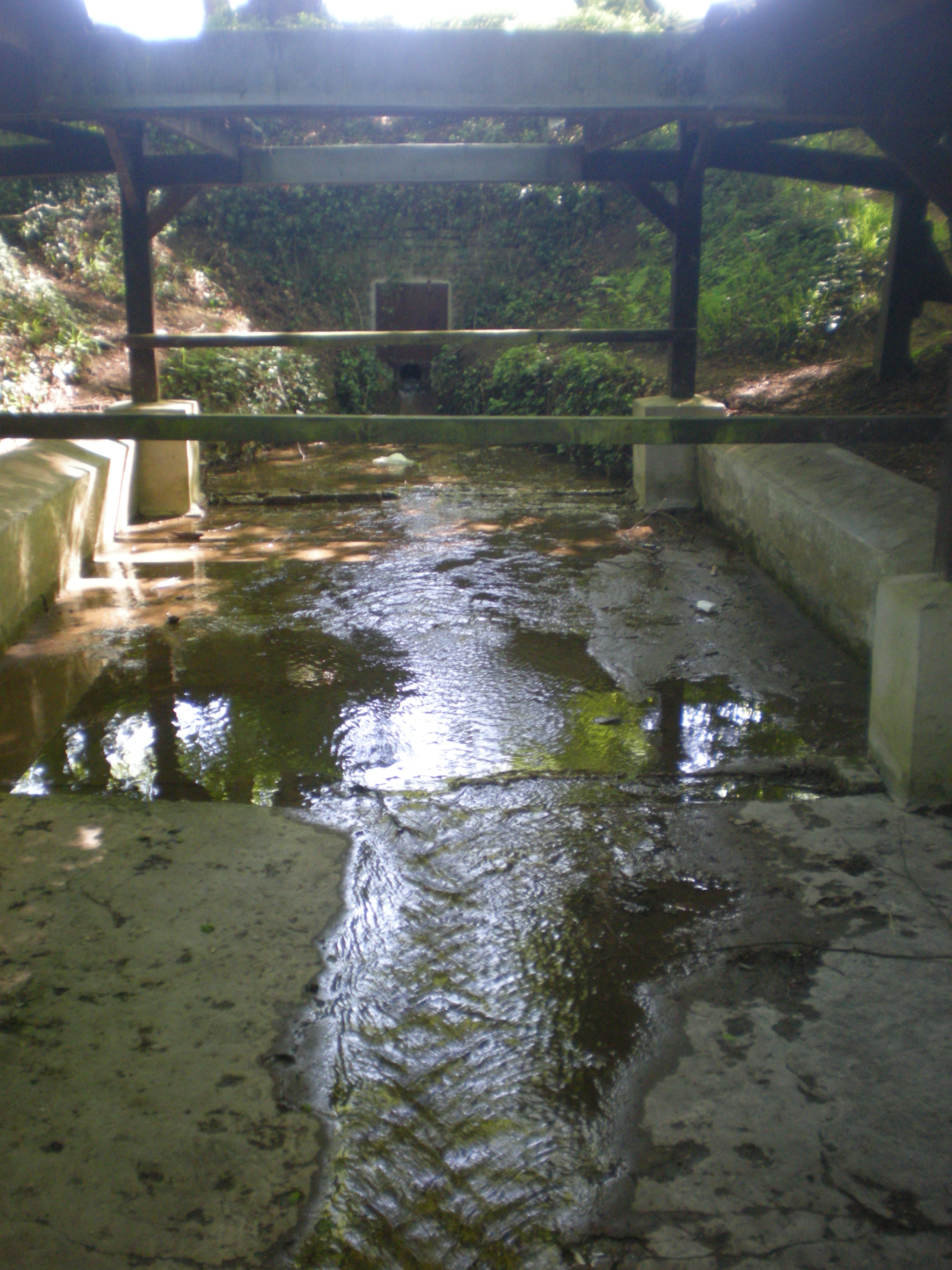
Lavoir, en contrebas de l'étang communal.

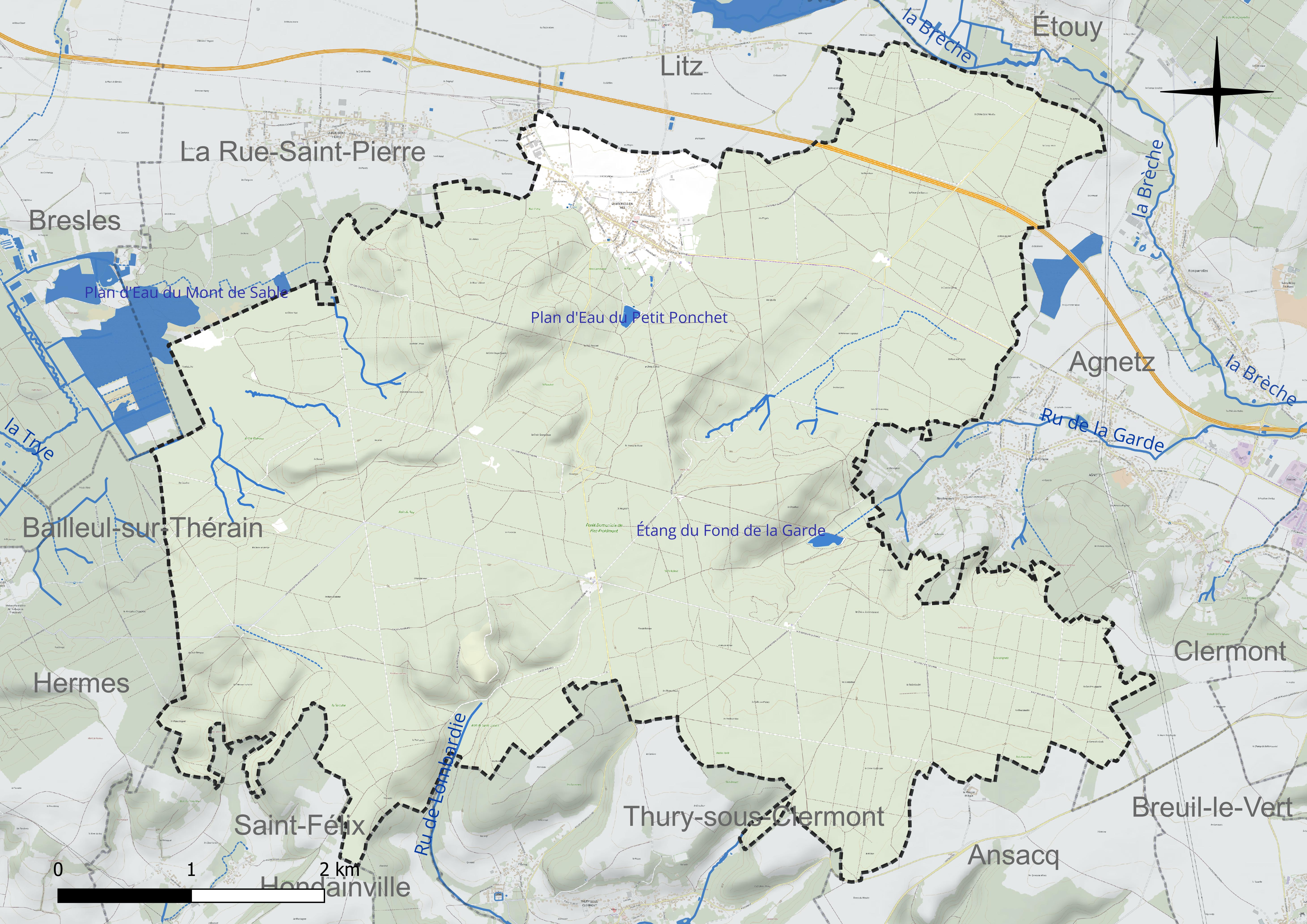
Réseau hydrographique de la Neuville-en-Hez.

### Climat
Pour des articles plus généraux, voir Climat des Hauts-de-France et Climat de l'Oise.
En 2010, le climat de la commune est de type climat océanique dégradé des plaines du Centre et du Nord, selon une étude du CNRS s'appuyant sur une série de données couvrant la période 1971-2000. En 2020, Météo-France publie une typologie des climats de la France métropolitaine dans laquelle la commune est exposée à un climat océanique et est dans la région climatique  Nord-est du bassin Parisien, caractérisée par un ensoleillement médiocre, une pluviométrie moyenne régulièrement répartie au cours de l’année et un hiver froid (3 °C). 
Pour la période 1971-2000, la température annuelle moyenne est de 10,8 °C, avec une amplitude thermique annuelle de 14,4 °C. Le cumul annuel moyen de précipitations est de 656 mm, avec 10,9 jours de précipitations en janvier et 8,2 jours en juillet. Pour la période 1991-2020, la température moyenne annuelle observée sur la station météorologique la plus proche, située sur la commune de Tillé à 17 km à vol d'oiseau, est de 11,0 °C et le cumul annuel moyen de précipitations est de 655,5 mm,. Pour l'avenir, les paramètres climatiques de la commune estimés pour 2050 selon différents scénarios d'émission de gaz à effet de serre sont consultables sur un site dédié publié par Météo-France en novembre 2022.

### Milieux naturels

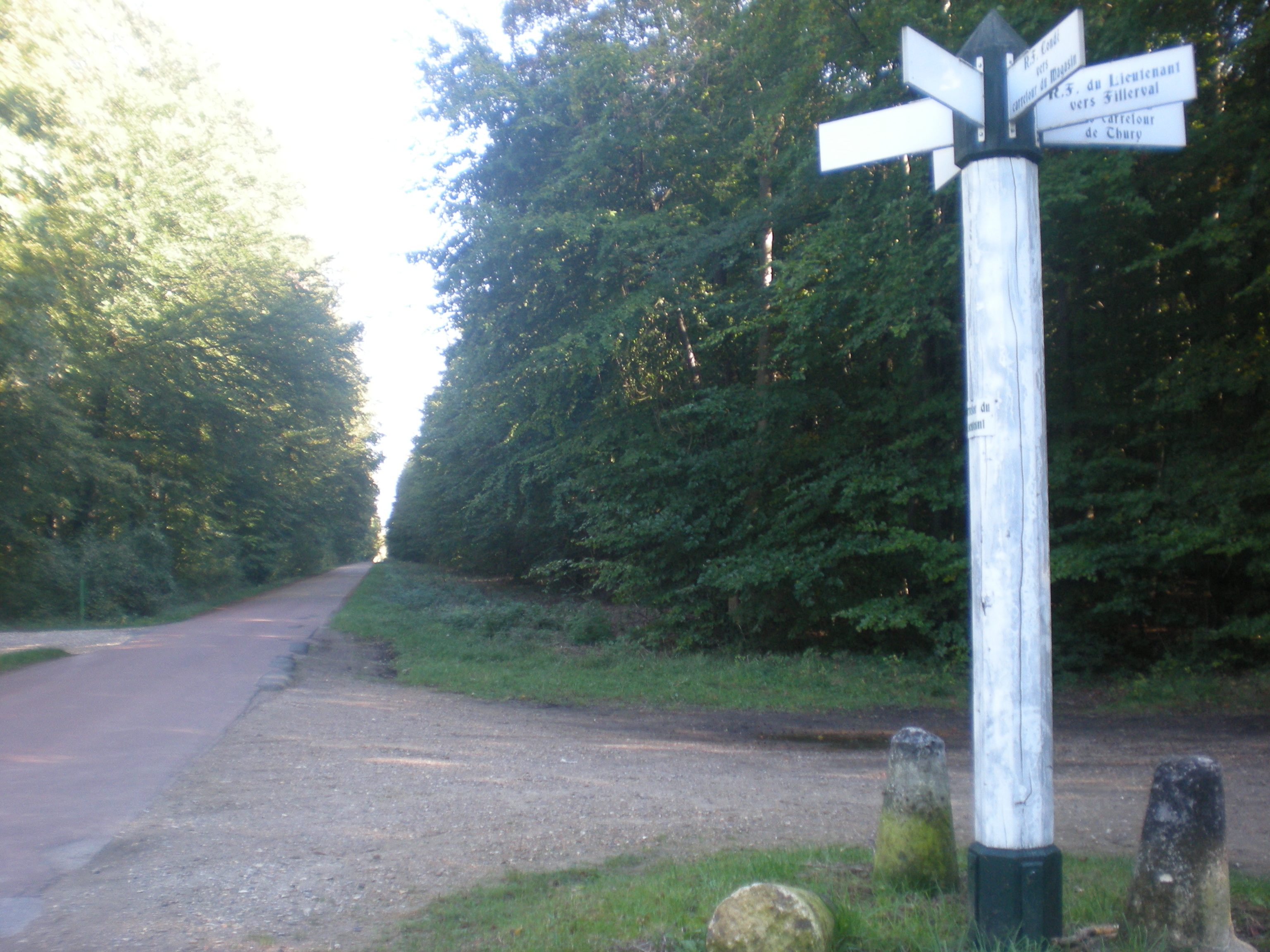
Le carrefour du Lieutenant, dans la forêt de Hez-Froidmont.

Hormis les zones urbanisées, qui couvrent 58 hectares (2 %) de la commune, les espaces boisés de la Forêt de Hez-Froidmont couvrent le territoire aux 27/28e, soit 95,6 % de la superficie sur plus de 2 770 hectares. Le reste se compose de 41 hectares de cultures (1,4 %), 12 hectares de vergers, 5 hectares d'espaces aquatiques (mares, marais, zones humides, bassins) de landes (0,2 %).
Une partie de la forêt de Hez-Froidmont est inscrite en zone natura 2000. Cette même forêt et ses bois périphériques ainsi que les marais tourbeux de Bresles sont inscrits en ZNIEFF de type 1,. De nombreux corridors écologiques potentiels la traverse également.

## Urbanisme

### Typologie
Au 1er janvier 2024, La Neuville-en-Hez est catégorisée bourg rural, selon la nouvelle grille communale de densité à sept niveaux définie par l'Insee en 2022.
Elle est située hors unité urbaine. Par ailleurs la commune fait partie de l'aire d'attraction de Paris, dont elle est une commune de la couronne,. 

### Occupation des sols
L'occupation des sols de la commune, telle qu'elle ressort de la base de données européenne d’occupation biophysique des sols Corine Land Cover (CLC), est marquée par l'importance des forêts et milieux semi-naturels (96,2 % en 2018), une proportion identique à celle de 1990 (96,2 %). La répartition détaillée en 2018 est la suivante : 
forêts (95,2 %), zones urbanisées (1,9 %), terres arables (1,6 %), milieux à végétation arbustive et/ou herbacée (1 %), zones humides intérieures (0,3 %). L'évolution de l’occupation des sols de la commune et de ses infrastructures peut être observée sur les différentes représentations cartographiques du territoire : la carte de Cassini (XVIIIe siècle), la carte d'état-major (1820-1866) et les cartes ou photos aériennes de l'IGN pour la période actuelle (1950 à aujourd'hui).

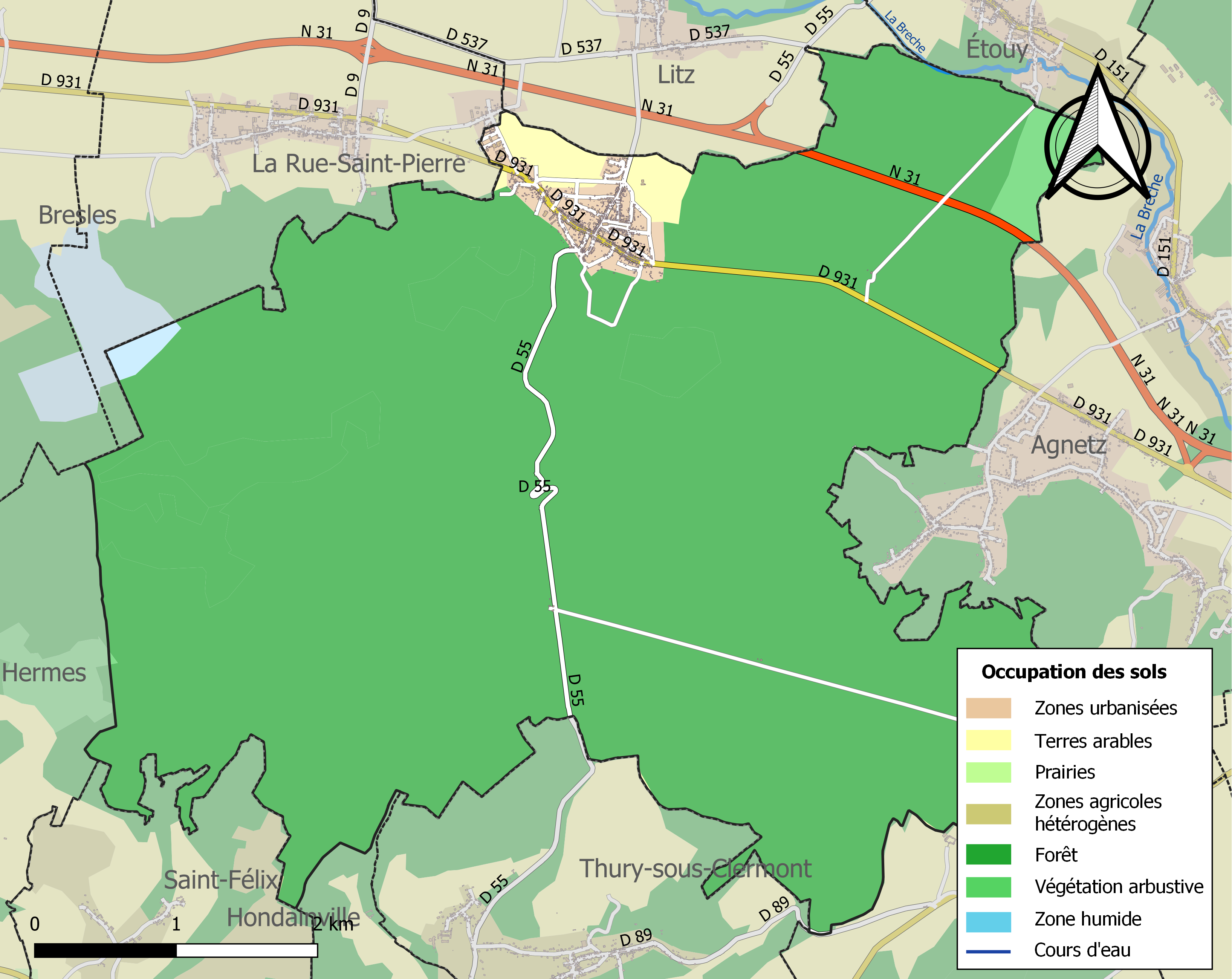
Carte des infrastructures et de l'occupation des sols de la commune en 2018 (CLC).

### Hameaux et lieux-dits
L’habitât est uniquement concentré dans le chef-lieu. Les seules habitations en dehors du village sont des maisons forestières de la forêt de Hez-Froidmont (du Chêne Saint-Louis, des Brûlis, des Ployes, du Lieutenant et du Magasin).

### Morphologie urbaine
En 1890, le village comptait 233 maisons dont 126 formaient la rue principale et s'alignaient le long de la route nationale 31 de Rouen à Reims. Une grande place, sise derrière l'église paroissiale, et plusieurs rues groupées autour complétaient l'agglomération. Le hameau de la Garde se trouvait en lisière de la forêt de Hez-Froidmont, dans un vallon descendant vers Boulincourt (commune d'Agnetz). Les habitations se sont étendues vers le nord et vers l'ancienne gare, le hameau de la Garde n'existe plus.

### Voies de communications et transports

#### Réseau routier

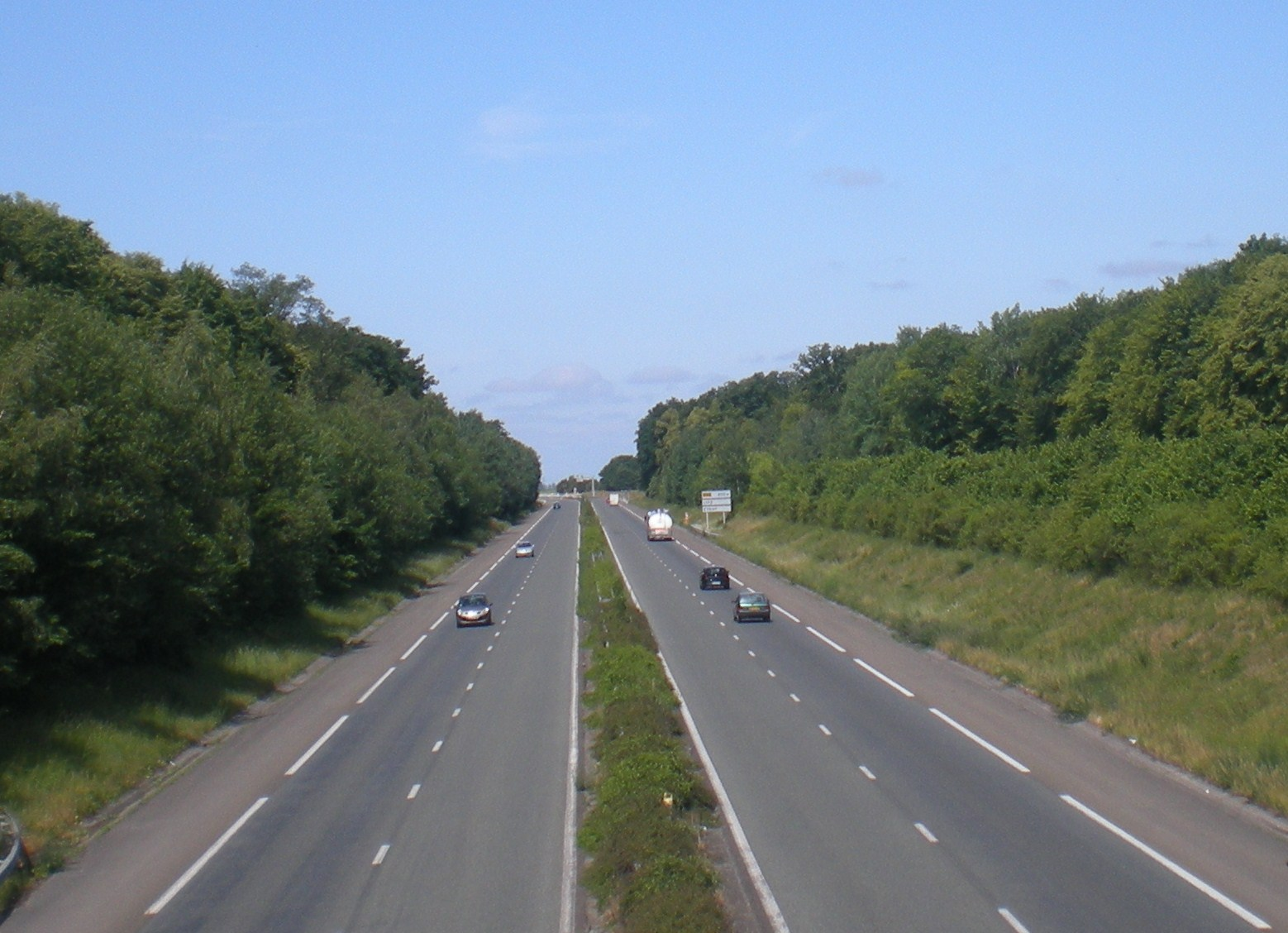
La voie express de la route nationale 31, ouverte depuis 1995, occupe l'emplacement de l'ancienne ligne de chemin de fer qui desservait le bourg.

La route nationale 31, route de Rouen à Reims passant par Beauvais et Compiègne est l'axe majeur de la commune. Il s'agit depuis 1995 d'une voie express traversant la commune par le nord dont une partie dans la forêt de Hez-Froidmont. La section passant dans la forêt est située sur la commune de la Neuville-en-Hez. Aucun échangeur n'est situé sur le territoire de la commune repoussant à sortir à La Rue-Saint-Pierre (en venant de Beauvais) ou à Agnetz (en venant de Compiègne). Un demi-échangeur situé sur la commune de Litz, au nord permet également de rejoindre le village en passant par le chef-lieu de Litz.
La D 931, l'ancienne route nationale, arrive de La Rue-Saint-Pierre en quasi ligne droite puis traverse le village par la rue du Général-de-Gaulle. À sa sortie, elle traverse la forêt en deux allées rectilignes pour rejoindre Gicourt (Agnetz) puis Clermont. La D 55, route départementale de Thury-sous-Clermont à Saint-Just-en-Chaussée traverse la commune en arrivant de Thury puis en traversant la forêt de Hez-Froidmont. Elle descend ensuite dans le village par la Rue-Saint-Pierre. Avant la construction de la route nationale 31 actuelle, la route rejoignait Litz par l'avenue du Général-Leclerc et par la place de Luzarches. De nombreuses routes forestières traversent la forêt faisant partie quasi-intégralement de la commune.

#### Voies ferrées et transports en commun

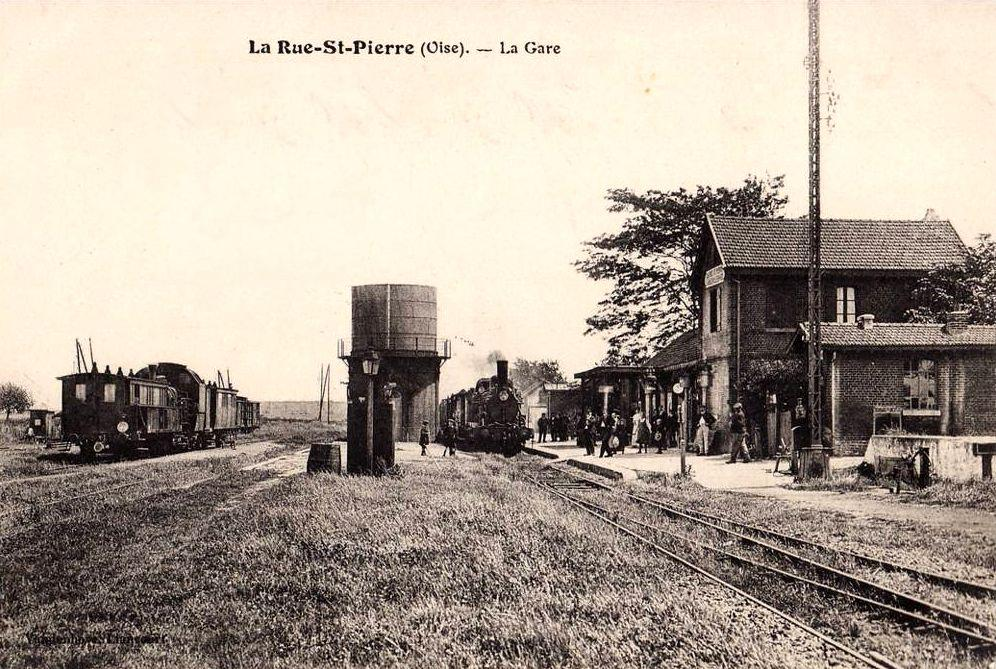
L'ancienne gare de La Rue-Saint-Pierre - La Neuville-en-Hez.

La ligne de Rochy-Condé à Soissons, reliant Beauvais, Bresles, Clermont, avec une gare à La Rue-Saint-Pierre - La Neuville-en-Hez et une halte en forêt pour desservir le village d'Etouy est inaugurée en 1847.
Les Neuvillois pouvaient se rendre à la gare communale (située sur la commune de La Rue-Saint-Pierre) en empruntant l'avenue de la Gare, bordée de tilleuls qui existe toujours. Des trains circulaient régulièrement plusieurs fois par jour dans chaque sens. L'arrivée de ce transport va amener, pour le pays et la région, une importante expansion économique et un confort appréciable. Les personnes pouvaient voyager, également se rendre au travail dans les villes voisines. Les marchandises sont transportées plus rapidement. L'arrivée de l'automobile et des camions concurrenceront le rail dès 1950. Pendant la Première Guerre mondiale, la voie ferrée est utilisée pour le transport de munitions. Après la Seconde Guerre mondiale, seuls les trains de marchandises circuleront de Bresles jusqu'à la halte d'Etouy pour le transport de bois jusqu'en 1975. Puis, dans la traversée de la forêt, les rails seront enlevés et les matériaux de démolition de la gare serviront à empierrer un chemin dans la forêt.
La gare la plus proche est située à Clermont à 6,8 km sur la ligne Paris-Nord - Lille.
La commune est desservie, en 2023, par des lignes scolaires et le service de transport à la demande Corolis à la demande - Zone Est du réseau Corolis ainsi que par les lignes 606 et 623 du réseau interurbain de l'Oise.

#### Accès aux aéroports
Les aéroports les plus proches sont ceux de Beauvais-Tillé à 17 km à l'ouest et de Paris-Charles-de-Gaulle à 46,6 km au sud-est. Il n'existe aucune liaison par des transports en commun entre la commune et ces aéroports.

#### Liaisons douces

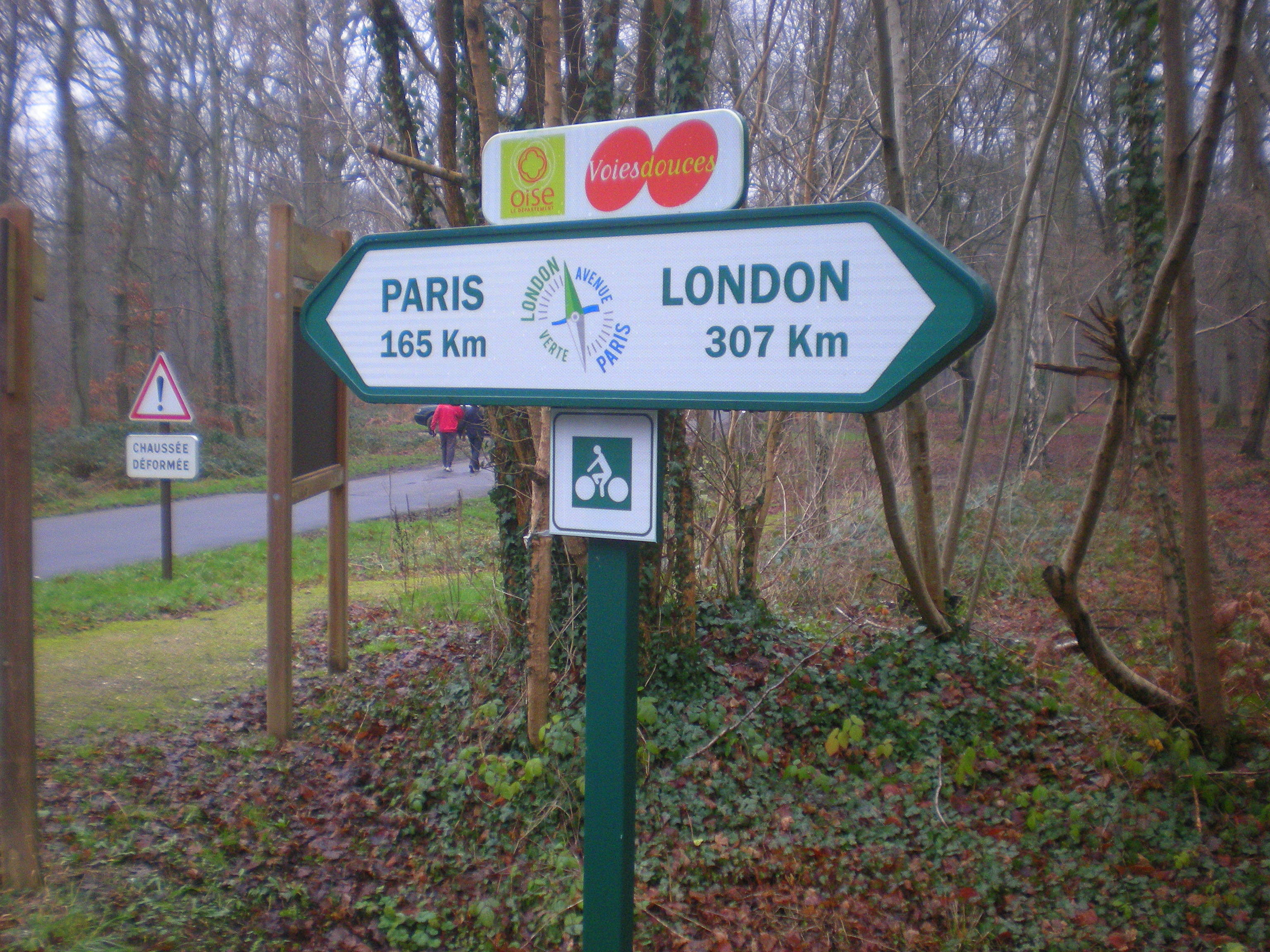
Panneau kilométrique de l'avenue verte London Paris sur la Trans'Oise dans la forêt de Hez-Froidmont.
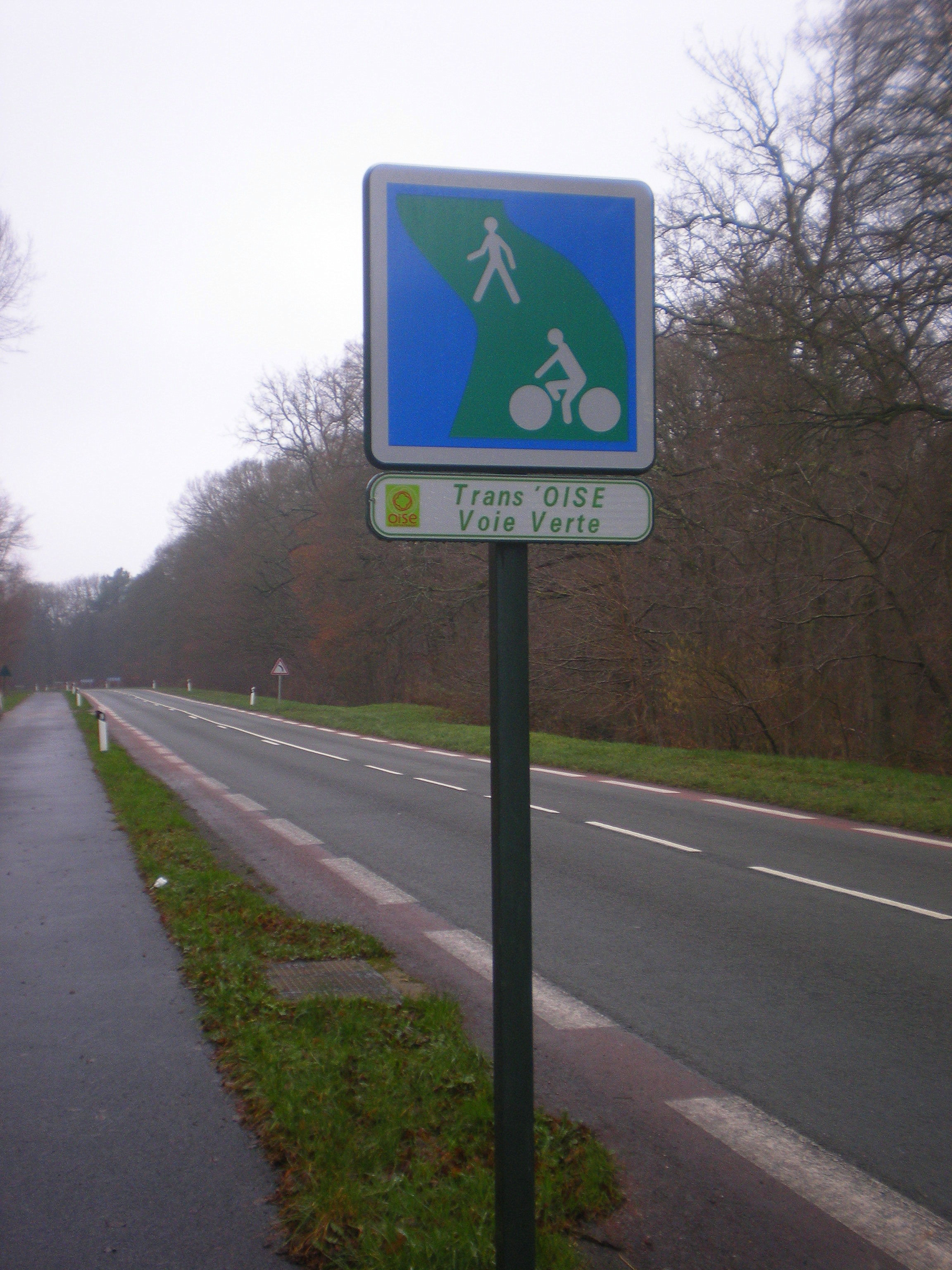
Panneau de la Trans'Oise dans la forêt de Hez-Froidmont.

La Neuville-en-Hez est traversée par le sentier de grande randonnée 124 (GR 124), sentier de Cires-les-Mello à Ailly-sur-Noye dans la Somme. En arrivant de Cires-les-Mello, après avoir passé Thury-sous-Clermont, le GR entre dans le territoire communal en Forêt de Hez-Froidmont mais il quitte la commune pour rentrer dans le massif forestier au niveau de l'abbaye de Froidmont. Il rentre dans le village par la rue Saint-Louis et le traverse par les rues du Général-de-Gaulle, du Général-Leclerc, Eugène-Corbillon et sort par la rue du Champ-de-Foire et rejoint Litz par le nord de la forêt à proximité d'Étouy.
Le second itinéraire de l'avenue verte Londres-Paris entre Conflans-Sainte-Honorine et Gournay-en-Bray arrive de Clermont par la Trans'Oise le long de la D 931 puis passe dans le village par la rue du Général-de-Gaulle et l'avenue de la Gare puis se dirige vers Beauvais. La Trans' Oise, voie verte longeant la D 931 sur 2 km, est le premier tronçon d'une voie verte qui relira à court terme de nombreuses villes du département. Depuis juin 2009, elle permet de relier le village à Gicourt. Depuis, de nombreux projets sont à l'étude pour relier également les différentes villes du département. L'avenue verte London-Paris l’empreinte.

## Toponymie
La commune de la Neuville-en-Hez a porté différents noms au cours de son histoire : « Ville noeve en Hès », « le Neuville-en-Hès », « Villeneuve-en-Heiz », « la Neufville » (« Nova vila » en 1187, « Nova villa comitis », « Nova villa in Hetio » ou « Nova villa en Heiz ») et aujourd'hui « La Neuville-en-Hez ». La localité fut fondée au Moyen Âge comme toutes les communes nommées « la Neuville » ou « Villeneuve ». 
Le nom Neuville dérive du latin novavilla, ou « nouveau domaine ».
La Neuville, crée en 1187 par le comte Raoul, après s'être appelée quelque temps La Neuville-le-Comte, ne tarda pas à prendre la dénomination, qu'elle a gardée depuis, de La Neuville-en-Hez, nom qui rappelle à la fois son origine et sa situation en forêt de Hez.

## Histoire

### Moyen Âge
Jusqu'à la fin du XIIe siècle, la forêt de Hez-Froidmont, inhabitée, fut comprise dans la paroisse de Courlieu. En 1187, Raoul, comte de Clermont et connétable de France, qui avait établi en cet endroit un rendez-vous de chasse, résolut d'y créer un village : il fit savoir que les habitants seraient exempts de toute taille et ne paieraient par habitation qu'un cens de deux mines d'avoine, deux chapons et six deniers de monnaie beauvaisine, et qu'ils auraient l'usage de bois mort dans la forêt. Une partie du bois voisin du nouveau village appartenait au chapitre de Beauvais. Le comte, sans s'en préoccuper, le défricha et le concéda à ses sujets de La Neuville. Mais sur son lit de mort, à Saint-Jean-d'Acre, en 1191, il ordonna de réparer le dommage ainsi causé par lui aux chanoines. Lorsque le roi ou le seigneur voulait créer un nouveau centre de population, il faisait publier partout que ceux qui viendraient habiter le nouveau village, la Neuville ou la Villeneuve, seraient exempts de taille, jouiraient d'un droit d'usage dans la forêt voisine et beaucoup d'autres privilèges alléchants : les malheureux paysans, taillables et corvéables à la merci de leur seigneur, attirés par de si beaux droits, accouraient de toutes parts et le village était fondé.
S'il était vrai que Saint Louis soit né à La Neuville-en-Hez le 25 avril 1214 et non en 1215, il est probable que le château, détruit en 1212, était déjà rebâti à cette époque. La comtesse Catherine, fille du connétable Raoul, avait fondé dans le château une chapelle en l'honneur de sainte Catherine : elle avait doté le chapelain de rentes en grain, en vin et en argent. Elle lui avait fait construire une maison.
Philippe Auguste y ajouta une rente de 60 sous parisis. Ces diverses libéralités furent confirmées par Saint-Louis en 1259 et par Philippe le Hardi en 1277.
La Neuville et la forêt de Hez-Froidmont furent comprises dans les dépendances du comté de Clermont données en apanage par Saint-Louis à Robert de Clermont, son sixième fils : le village fut dès lors une châtellenies du comté. Les rois dont le séjour à La Neuville est mentionné dans les actes sont, Saint-Louis en 1258 et 1261, Philippe le Hardi en 1275 et 1277, Philippe le Bel en 1292, Philippe le Long en 1320, Charles le Bel en 1327, Philippe de Valois en 1331 et 1334.
Les habitants jouissaient, en vertu de charte de franchises de leur comte, de nombreux privilèges : ainsi ils ne pouvaient être arrêtés pour dettes en la ville de Beauvais, et, s'il arrivait que l'un d'entre eux fut, malgré cette franchise, mis en prison en cette ville, le comte de Clermont devait requérir sa mise en liberté, et, en cas de refus, tous les Beauvaisiens passant par le comté étaient faits et demeuraient prisonniers jusqu'à la délivrance du sujet du comte. Les habitants de Rieux, près de Grandvilliers, compris dans le prévôté de La Neuville, jouissaient d'un privilège analogue.
En 1272, les habitants du village réclamèrent aussi l'exemption du service militaire, mais cette prétention fut repoussée par un arrêt du parlement. De même en 1315, le comte Louis ayant levé une aide sur tous ses sujets pour la guerre de Flandre, les habitants réclamèrent contre cette dérogation à la charte de 1187 qui les exemptaient de tous droits autres que ceux y mentionnés et obtinrent du comté des lettres de nom-préjudice.
Le dénombrement de 1373, publié par le comte de Luçay, fournit de nombreux renseignements sur les droits et les redevances des habitants. Les forestiers du comté voyaient d'un mauvais œil ces droits d'usage et s’efforçaient de les restreindre, mais les habitants furent maintenus dans leurs privilèges par sentence de la justice de Clermont : la redevance, primitivement fixée en 1187 à deux mines d'avoine, deux chapons et six deniers, gênait fort les sujets du comte, parce que leur territoire ne produisait guère de grains. Aussi fut-elle convertie en une somme de huit sous parisis à payer à Noël par chaque habitant.

### De la Renaissance auXVIesiècle
Le château de La Neuville fut livré aux Bourguignons, par ordre de Charles VI, en 1418. Il fut repris par le roi Charles VII en 1429, après la prise de Compiègne et de Senlis. Par ordonnance du 10 avril 1432, le roi ordonna des garnisons dans différentes forteresses pour empêcher les gens de guerre à son service de faire grands outrages et dommages au peuple et peut entretenir en ces pays le commerce et le labourage.
Le village était loin d'être prospère au XVe siècle : pendant toutes les guerres de cette époque, le voisinage du château avait été une cause d'incendie et de pillage, tellement que la paroisse était grandement appauvrie et diminuée d'habitants et de chevaux. En 1468, Louis XI était à Compiègne : des habitants du chef-lieu s'y transportèrent et lui exposèrent le piteux état de leur village. Ils remontrèrent que leur paroisse était située en forêt infertile, où il ne croissait que bien peu de grains, et enfin, rappelant une tradition qui s'était perpétuée dans le bourg, ils firent valoir que La Neuville était le lieu de naissance de saint Louis. Louis XI, touché par ces diverses raisons et surtout par la dernière, accorda à la paroisse la franchise de toute imposition pendant 7 ans. Cette exemption fut renouvelée pour un an en 1475, à la prière du duc de Bourbon.
Le bourg eut à souffrir des incursions des Bourguignons pendant le siège de Beauvais de 1472 : l'hospice Saint-Julien, où étaient reçus les indigents et les malades, fut pillé et presque détruit. Jean de Bar, évêque de Beauvais, accorda, en 1474, 40 jours d'indulgences aux fidèles qui, pendant un an, contribueraient par leurs aumônes au rétablissement de cet hospice. En 1477, Louis XI vint loger au château de la Neuville et y reçut une députation des habitants de Compiègne. Les troupes qui tenaient garnison dans le château ne se faisaient sans doute pas faute d'enlever aux malheureux habitants du village le vin, les volailles, etc.
Charles IV de France, duc d'Orléans, comte de Clermont, défendit, en 1512, aux chefs et capitaines de tolérer ces rapines. En 1572, Charles IX donna à Marie Truchet, dame de Belleville, sa maîtresse, l'usufruit du château de la Neuville, et supprima le commandement de la forteresse. Mais le parlement, par arrêt du 6 août 1574, refusa de vérifier les lettres constatant cette donation, et l'affaire n'eut pas de suite.
En 1589, les troupes royales occupèrent le château. Le 18 novembre 1590, pendant que les ligueurs de Beauvais pillaient le château de Bresles, Sesseval, qui n'avait pas voulu prendre part à cette expédition, partit de Beauvais dans la nuit à la tête de ses troupes, et arriva le 19 au matin sous les murs du château de La Neuville. La garnison, trop faible pour résister, se rendit, et Sasseval, laissant la garde de la forteresse à son infanterie, retourna à Beauvais, ramena prisonniers plusieurs seigneurs des environs. Les ligueurs ne conservèrent pas longtemps cette place. Henri IV demeura encore six jours à La Neuville, puis alla prendre gite au château de Bulles. Le château, détruit par l'incendie des ligueurs, ne fut pas rétabli. Le comté de Clermont, dont il dépendait, appartenait alors à des seigneurs engagistes qui n'y résidaient jamais. En 1601, Henri IV confirma les droits d'usage et de pâturage, sans lesquels les habitants déclaraient ne pouvoir subsister. Les bêtes aumailles, chevalines et autres, avaient en effet droit au pâturage dans les marais, sis au bas de la forêt, appelés les communes de Bresles, La Rue-Saint-Pierre et La Neuville-en-Hez.

### Époque moderne

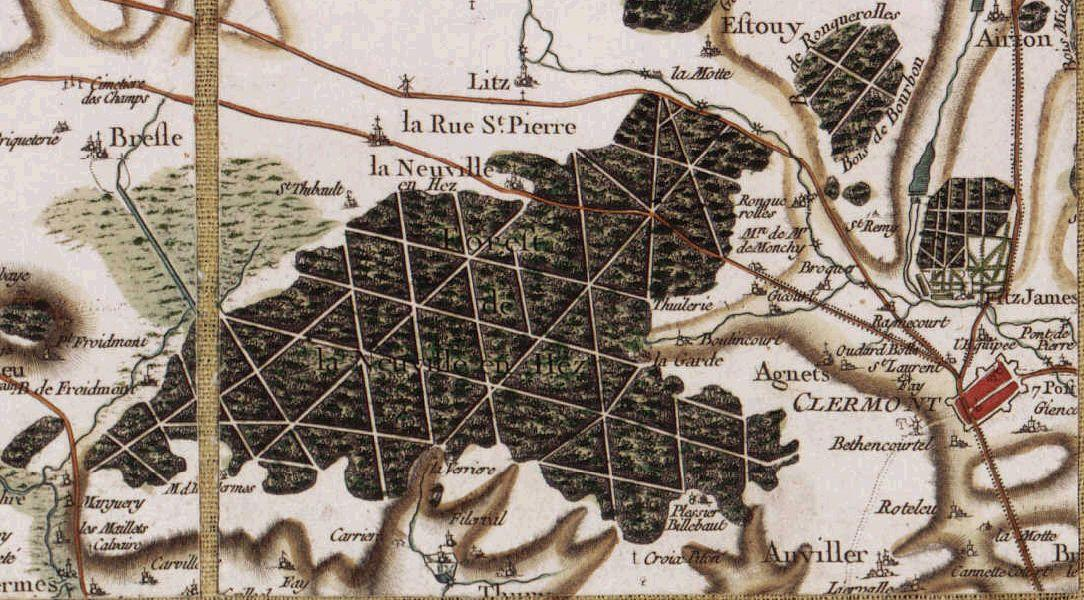
La Neuville-en-Hez et la forêt de Hez-Froidmont, carte de Cassini.

Le château, détruit par l'incendie, ne fut pas rétabli. Le comté de Clermont, dont il dépendait, appartenait alors à des seigneurs engagistes qu'y n'y résidaient jamais.
Dans leurs cahiers de doléances rédigés en 1789, les habitants exposent que leur village, traversé dans toute sa longueur par la grande route de Clermont à Beauvais, est enclavé en forêt de Hez. Son territoire productif n’excède pas cent arpents, dont les récoltes sont d'autant plus médiocres qu'elles sont ravagées continuellement par le gibier de la forêt. Cependant leur rôle d'impositions monte à 1 750 livres. La paroisse a droit dans un marais très grand, mais peu fertile, indivis entre elle et deux paroisses voisines. La Neuville-en-Hez est le chef d'une prévôté royale. Mais pendant quelques années, cette justice est restée vacante, ce qui oblige les habitants à avoir recours à la lenteur des tribunaux supérieurs. Le vœu commun réclame : la conversion de tous les impôts en une autre sorte d'imposition à répartir sur tous, propriétaires, commerçants et rentiers. L'établissement de péages sur les routes pour remplacer la prestation pécuniaire substitué à la corvée, la liberté du commerce et la diminution du prix du sel. Les représentants de la paroisse furent : Antoine Lefèvre, syndicaliste et Pierre-Marie Maillart.
L'emplacement de l'ancien château a été débarrassé, vers le milieu du XIXe siècle, des ronces et des broussailles qui l'obstruaient. On y a planté quelques arbres fruitiers et tracé des allées sinueuses. Le duc d'Aumale, qui avait ordonné ces travaux, après avoir fait dégager les quelques ruines qui subsistaient encore, fit ériger une statue de Saint-Louis portant la couronne d'épines.
Au XIXe siècle, il se tenait à La Neuville le 21 septembre, jour de la Saint-Mathieu, une foire dont l'origine remontait au XIIe siècle. Elle avait déjà perdue une partie de son importante commerciale. C'était à cette première date une fête à laquelle se rendaient les populations des villages voisins et même de Clermont. On y vendait encore des bêtes à cornes, quelques chevaux, des cochons, de la rouennerie, de la poterie et de la vannerie. En 1890 , la population se composait en grande partie de rentiers. On y comptait plusieurs marchands de bois. Les ouvriers sont presque tous bûcherons. L'industrie y était représentée par une fabrique de cages et de garde-manger et par une fabrique de semelles en bois pour chaussures.
On y trouvait la station de La Rue-Saint-Pierre - La Neuville-en-Hez, sur la ligne Rochy-Condé - Soissons reliant Clermont à Beauvais.. La halte d'Étouy, sur la même ligne, s'élevait sur le territoire communal, dans la forêt de Hez, au lieu-dit le Carrefour Saint-Nicolas. 601 habitants vivaient dans le chef-lieu et 11 habitants dans les écarts forestiers à la halte d'Étouy.

### Époque contemporaine
La ligne Beauvais - Clermont, déclassée à partir de 1964 faute de mauvaise rentabilité, ferma à la circulation entre La Rue-Saint-Pierre - La Neuville-en-Hez et Étouy le 14 juillet 1972. La gare communale n'était alors plus accessible depuis Clermont. La gare de La Rue-Saint-Pierre - La Neuville-en-Hez ferma définitivement ses portes le 24 juillet 1973, à la suite du déclassement entre Étouy et Clermont.
La déviation de la route nationale 31 fut inaugurée en 1995 et libéra le village d'une forte circulation.

## Politique et administration

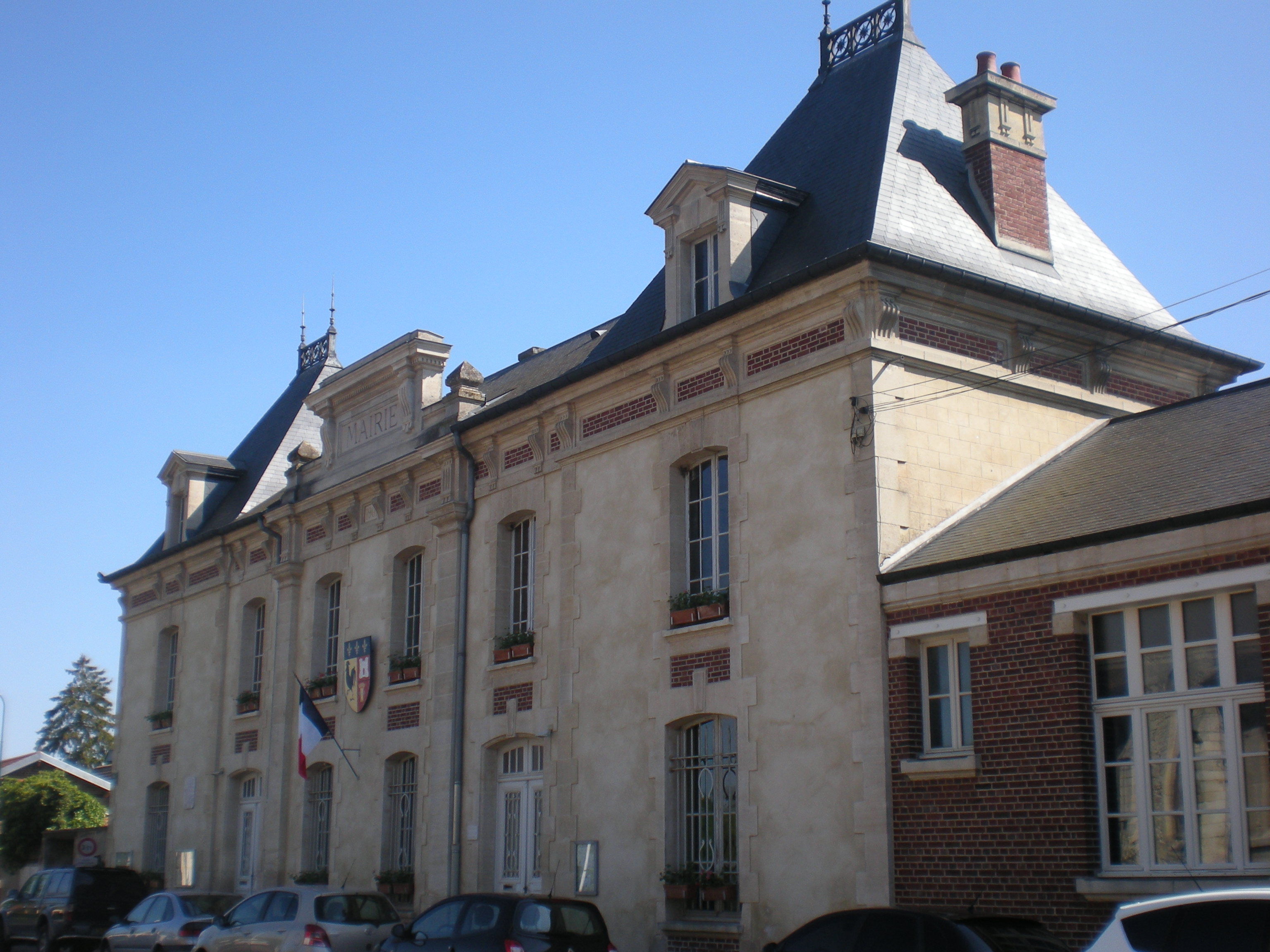
La mairie, construite en 1907.

### Rattachements administratifs et électoraux
La commune se trouve dans l'arrondissement de Clermont du département de l'Oise. Pour l'élection des députés, elle fait partie de la septième circonscription de l'Oise.
Elle faisait partie depuis 1801 du canton de Clermont. Dans le cadre du redécoupage cantonal de 2014 en France, la commune est intégrée au canton de Mouy.

### Intercommunalité
La commune faisait partie de la communauté de communes Rurales du Beauvaisis (CCRB), créée le 31 décembre 1997.
La loi portant nouvelle organisation territoriale de la République (Loi NOTRe) du 7 août 2015, prévoyant que les établissements publics de coopération intercommunale (EPCI) à fiscalité propre doivent avoir un minimum de 15 000 habitants, le préfet de l'Oise a publié en octobre 2015 un projet de nouveau schéma départemental de coopération intercommunale, qui prévoit la fusion de plusieurs intercommunalités, et en particulier de la communauté d’agglomération du Beauvaisis et de la communauté de communes rurales du Beauvaisis, de manière à créer un nouvel EPCI rassemblant 44 communes pour 93 341 habitants. Malgré les réticences du président de la CCRB, le schéma est entériné,.
La fusion prend effet le 1er janvier 2017, et la commune est désormais membre de la communauté d’agglomération du Beauvaisis (CAB).

### Liste des maires
| Période                                  | Période                       | Identité              | Étiquette | Qualité |
| ---------------------------------------- | ----------------------------- | --------------------- | --------- | --- |
| Les données manquantes sont à compléter. |                               |                       |           | |
| années 1920                              |                               | Commandant G. Guesnet |           | Président de la Fédération nationale des sapeurs-pompiers                                                       |
| Les données manquantes sont à compléter. |                               |                       |           | |
| avant 1988                               |                               | Jacques Lefort        |           | |
|                                          | 2001                          | Jacques Lefèvre       |           | |
| mars 2001                                | En cours (au 10 juillet 2020) | Jean François Dufour  | DVD       | Cadre bancaire à Beauvais Président de la CC rurales du Beauvaisis (2014 → 2016) Réélu pour le mandat 2020-2026 |

## Population et société

### Démographie

#### Évolution démographique
L'évolution du nombre d'habitants est connue à travers les recensements de la population effectués dans la commune depuis 1793. Pour les communes de moins de 10 000 habitants, une enquête de recensement portant sur toute la population est réalisée tous les cinq ans, les populations de référence des années intermédiaires étant quant à elles estimées par interpolation ou extrapolation. Pour la commune, le premier recensement exhaustif entrant dans le cadre du nouveau dispositif a été réalisé en 2008.

En 2022, la commune comptait 954 habitants, en évolution de −3,05 % par rapport à 2016 (Oise : +0,87 %, France hors Mayotte : +2,11 %).
| 1793 | 1800 | 1806 | 1821 | 1831 | 1836 | 1841 | 1846 | 1851 |
| ---- | ---- | ---- | ---- | ---- | ---- | ---- | ---- | ---- |
| 632  | 687  | 692  | 660  | 707  | 747  | 797  | 796  | 837  |

| 1856 | 1861 | 1866 | 1872 | 1876 | 1881 | 1886 | 1891 | 1896 |
| ---- | ---- | ---- | ---- | ---- | ---- | ---- | ---- | ---- |
| 784  | 728  | 683  | 623  | 650  | 659  | 612  | 617  | 639  |

| 1901 | 1906 | 1911 | 1921 | 1926 | 1931 | 1936 | 1946 | 1954 |
| ---- | ---- | ---- | ---- | ---- | ---- | ---- | ---- | ---- |
| 585  | 600  | 690  | 606  | 573  | 556  | 573  | 642  | 627  |

| 1962 | 1968 | 1975 | 1982 | 1990 | 1999 | 2006 | 2008 | 2013 |
| ---- | ---- | ---- | ---- | ---- | ---- | ---- | ---- | ---- |
| 604  | 634  | 636  | 672  | 902  | 904  | 958  | 977  | 992  |

| 2018 | 2022 | - | - | - | - | - | - | - |
| ---- | ---- | - | - | - | - | - | - | - |
| 961  | 954  | - | - | - | - | - | - | - |

#### Pyramide des âges
La population de la commune est relativement jeune.
En 2018, le taux de personnes d'un âge inférieur à 30 ans s'élève à 33,3 %, soit en dessous de la moyenne départementale (37,3 %). À l'inverse, le taux de personnes d'âge supérieur à 60 ans est de 22,3 % la même année, alors qu'il est de 22,8 % au niveau départemental.
En 2018, la commune comptait 469 hommes pour 492 femmes, soit un taux de 51,2 % de femmes, légèrement supérieur au taux départemental (51,11 %).
Les pyramides des âges de la commune et du département s'établissent comme suit.
| Hommes | Classe d’âge | Femmes |
| ------ | ------------ | ------ |
| 0,6    | 90 ou +      | 1,0    |
| 3,4    | 75-89 ans    | 5,1    |
| 17,3   | 60-74 ans    | 17,1   |
| 27,1   | 45-59 ans    | 25,6   |
| 18,3   | 30-44 ans    | 17,9   |
| 14,9   | 15-29 ans    | 16,5   |
| 18,3   | 0-14 ans     | 16,9   |

| Hommes | Classe d’âge | Femmes |
| ------ | ------------ | ------ |
| 0,5    | 90 ou +      | 1,4    |
| 5,5    | 75-89 ans    | 7,6    |
| 15,6   | 60-74 ans    | 16,3   |
| 20,8   | 45-59 ans    | 20     |
| 19,4   | 30-44 ans    | 19,4   |
| 17,6   | 15-29 ans    | 16,2   |
| 20,6   | 0-14 ans     | 19,1   |

## Culture locale et patrimoine

### Lieux et monuments
La commune possède deux monuments historiques sur son territoire :
- église Notre-Dame-de-la-Nativité

En 1187, le comte Raoul de Clermont, après avoir fait construire le château, fait venir des paysans pour défricher le Bois Saint-Pierre. Des maisons sont construites. Il entreprend de faire édifier l'église vers 1190, après avoir choisi un emplacement pour qu'elle soit plus tard au centre du village.
Une fois terminée, elle sera un simple vicariat sous la dépendance de l'église de Courlieu-La Rue-Saint-Pierre. Le chapitre de Gerberoy en perçoit la dîme et nomme le curé.
Les comtes de Clermont demandèrent le transfert du titre de la cure à la Neuville-en-Hez. En 1249, l'église devint une paroisse. Le pape confirma cette modification par trois bulles en 1249-1250 et 1264. Jeanne de Boulogne, comtesse de Clermont, donne au curé l'usage du bois vert dans la forêt en décembre 1251.
De cette première construction, il ne reste que peu de choses. Seuls le clocher et les six piliers sont d'origine. Cependant le clocher carré au centre de l'édifice, a dû être remanié. La flèche de pierre a été remplacée recouvert en ardoise. Sur chaque faces, deux fenêtres romanes à colonnettes latérales ont été divisées plus tard par deux ogives par un pilier. Avant 1885, l'horloge n'avait qu'un seul cadran, sur la partie ouest, l'emplacement en est encore visible. À cette époque, quatre cadrans sont posés, remplacés depuis par quatre autres, agrémentés de décorations et de clochetons en zinc.
Le transept a été restauré au XIVe siècle, le chœur au XVIe siècle et la nef en partie au XVIIIe siècle. La façade actuelle ne date que de 1791, date à laquelle elle fut construite et plaquée sur l'édifice. Sur le côté nord, un autel dédié à la Vierge avec vitrail, représente Notre-Dame de Lourdes. À l'intérieur, on peut y voir des statuettes. L'autel est en marbre. On peut voir des restes de vitraux ornés de fleurs de lys. Un autel est dédié à Notre-Dame de la Garde. La statue en bois de la Vierge portant l'enfant Jésus provient certainement de l'église de ce couvent. L'église est inscrite au titre des monuments historiques depuis le 2 avril 1927 ;
- couvent des Cordeliers de Notre-Dame-de-la-Garde

De l'ancien couvent, il ne reste que le porche d'entrée et les soubassements du mur d'enceinte. Raoul de Falize, gentilhomme de la maison des Bourbons au XVe siècle, se retira sur le lieu d'un ermitage appelé Saint-Jean-Baptiste pour y vivre solitairement. Un couvent fut construit et reçut le nom de Notre-Dame-de-la-Garde en 1480 . Raoul de Falize fut le premier prieur des cordeliers.
À partir du XVIIe siècle, ce couvent servit de prison pour les personnalités indésirables arrêtées par lettre de cachet. À sa suppression, en 1790, il y avait dix-neuf détenus sous motif ou prétexte de folie. Les moines s'installèrent à Clermont pour créer une structure qui donna l'origine de l'hôpital psychiatrique. Le porche du couvent est inscrit au titre des monuments historiques depuis le 23 février 1951.

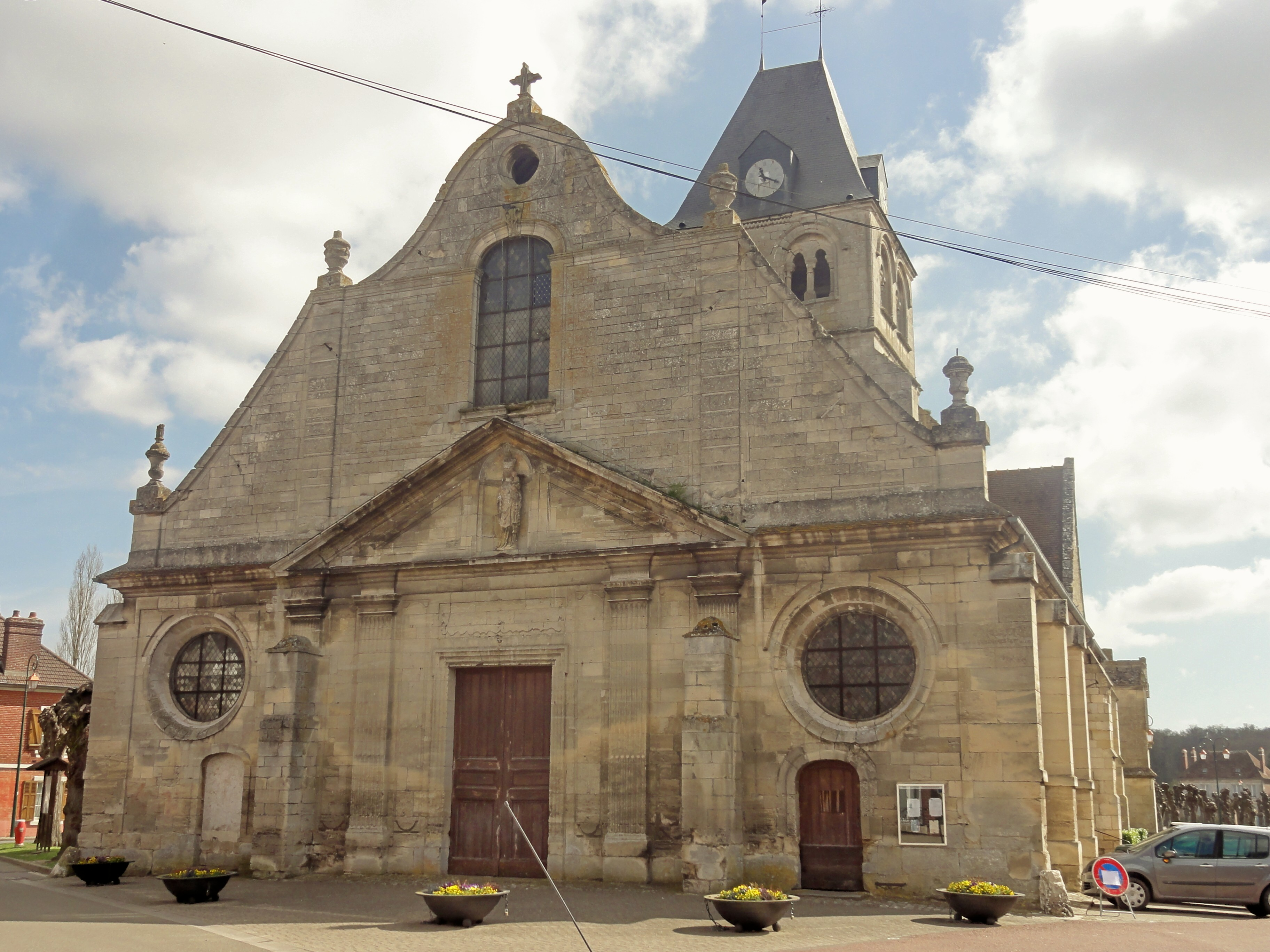
Façade occidentale de l'église Notre-Dame-de-la-Nativité.
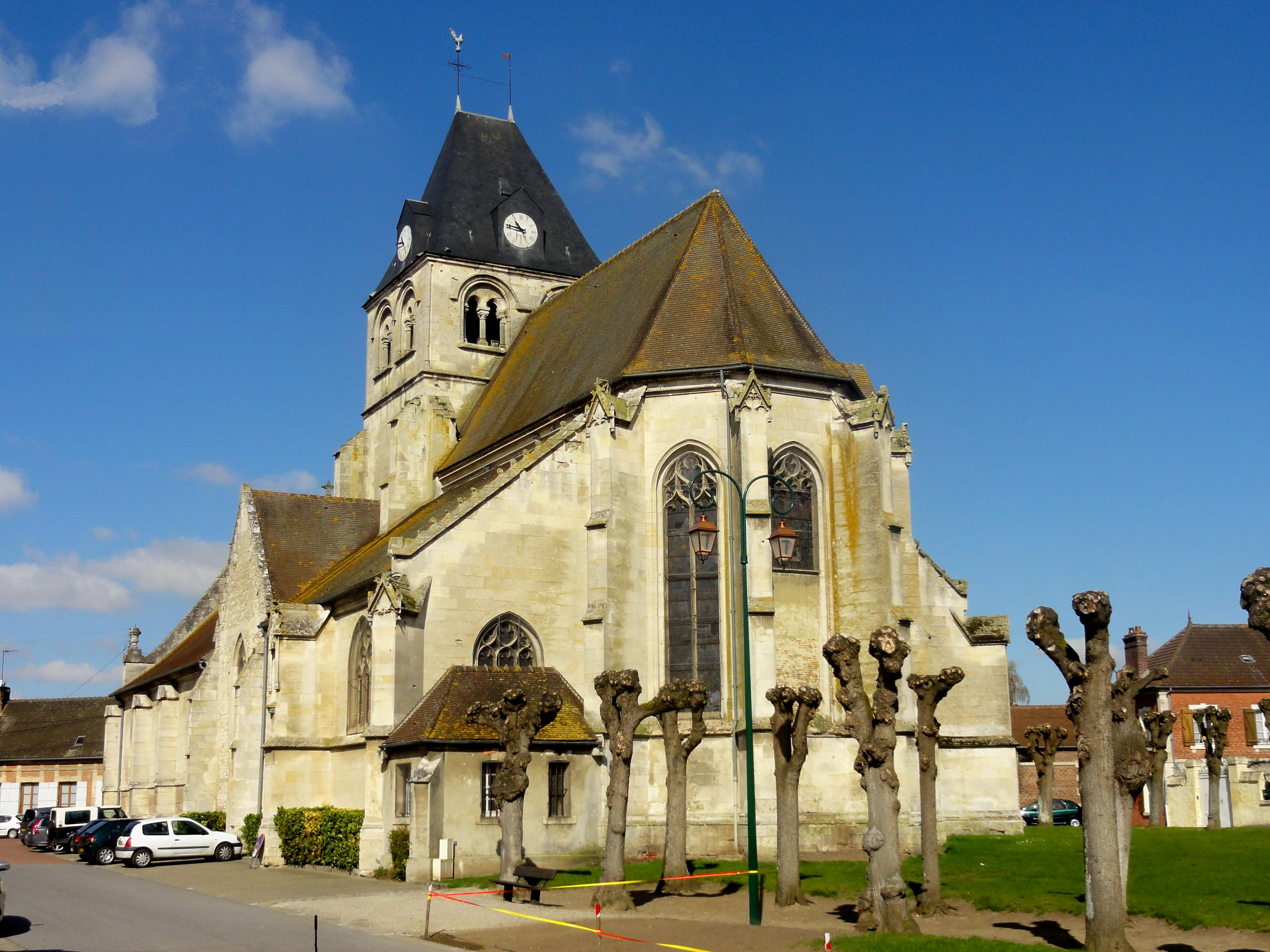
Le chevet de l'église.
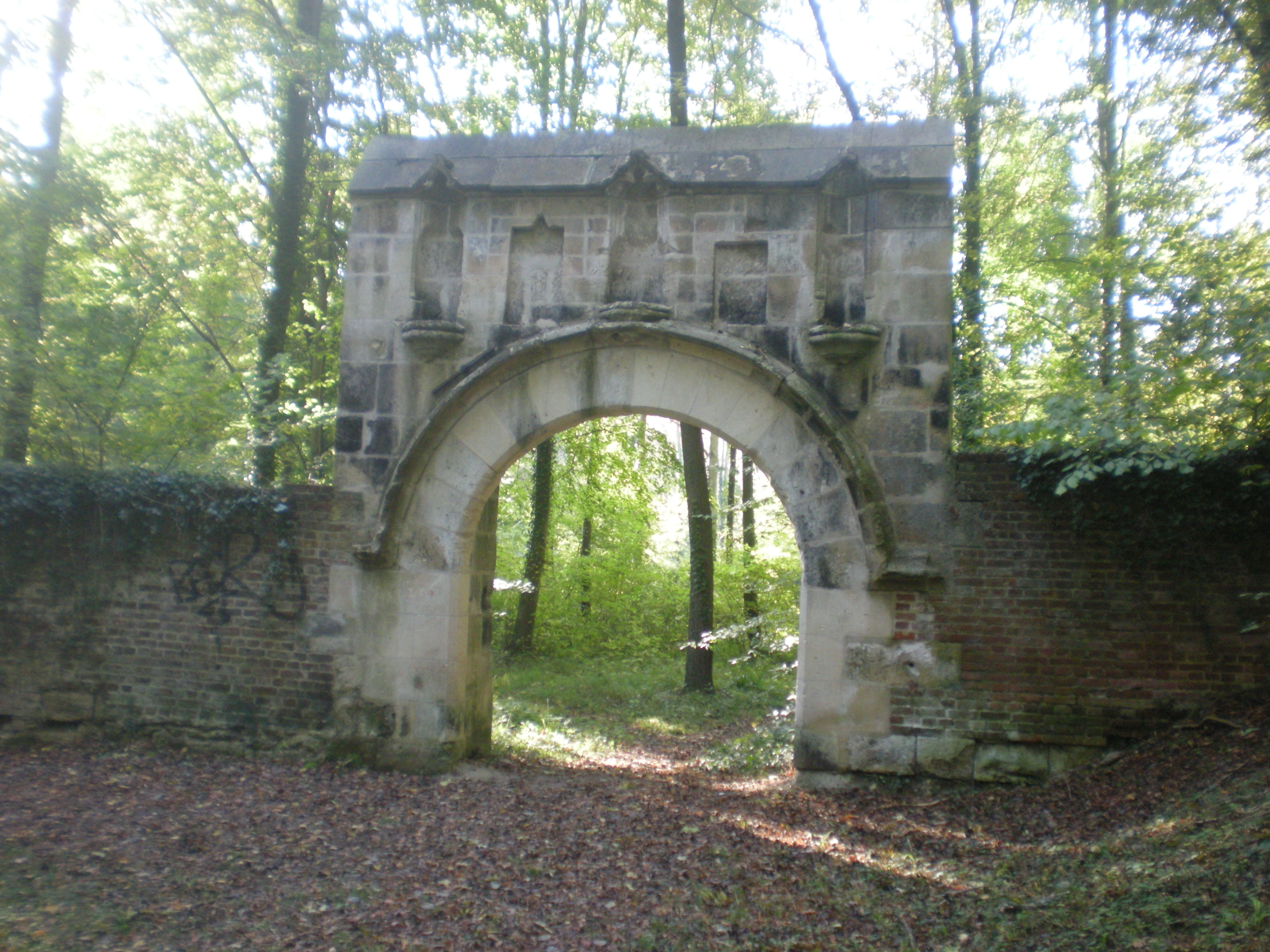
Le porche du couvent Notre-Dame-de-la-Garde, en forêt de Hez-Froidmont.

Elle compte également les lieux notables suivants :
- statue de Saint Louis, sur une butte près de la RD 55 à gauche la sortie sud du village. Après avoir fait dégager les ruines de l'ancien château, le duc d'Aumale fit ériger au sommet du tertre une statue de Saint Louis portant la couronne d'épines. Sur le piédestal se lit cette inscription : « L'an 1215 naquit en ce lieu le bon roi Loys, IXe du nom. Ce monument a été érigé en 1879 par Henri d'Orléans, duc d'Aumale. »[a 3] ;
- l'abreuvoir, le lavoir et la fontaine Saint-Louis, sur une place au pied de la statue ;
- lavoir, au pied de l'étang communal en lisière de forêt ;
- restes de l'ancien château et de l'ancien couvent Saint-Thibault ;
- la mairie datant de 1907 ;
- le monument aux morts, face à la mairie ;
- le monument au commandant G. Guesnet, ancien maire de la commune et fondateur en 1926 de l'œuvre des Pupilles des sapeurs pompiers[50], sur la place Verte ;
- un tertre au lieu-dit La Motte, au sud du village et contre la forêt de Hez. Le tertre de forme ovale, qui mesure 108 m de long, 80 m de large et 7 m de haut, recouvre des souterrains[51].

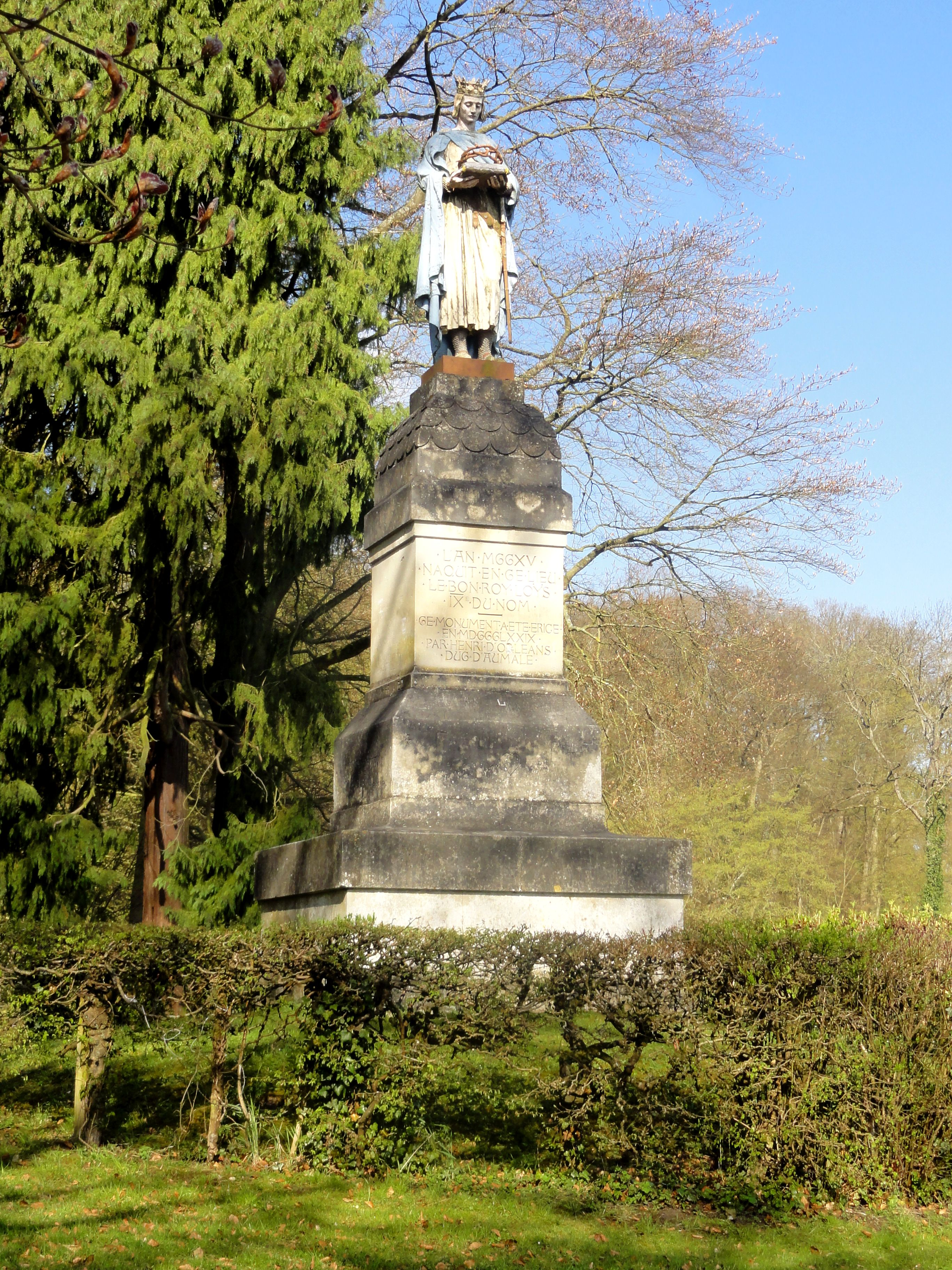
Statue de saint Louis.
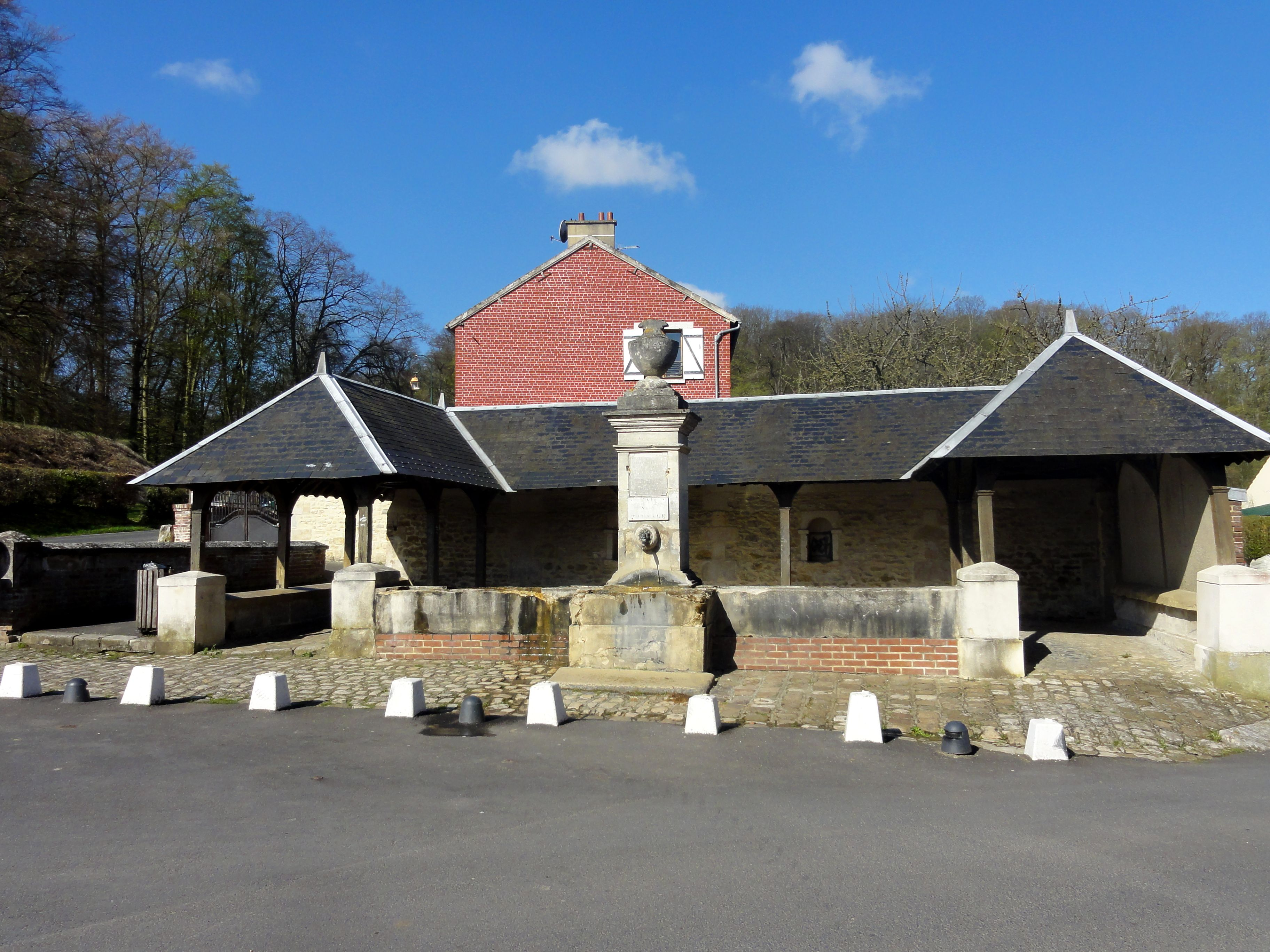
Lavoir et fontaine Saint-Louis.
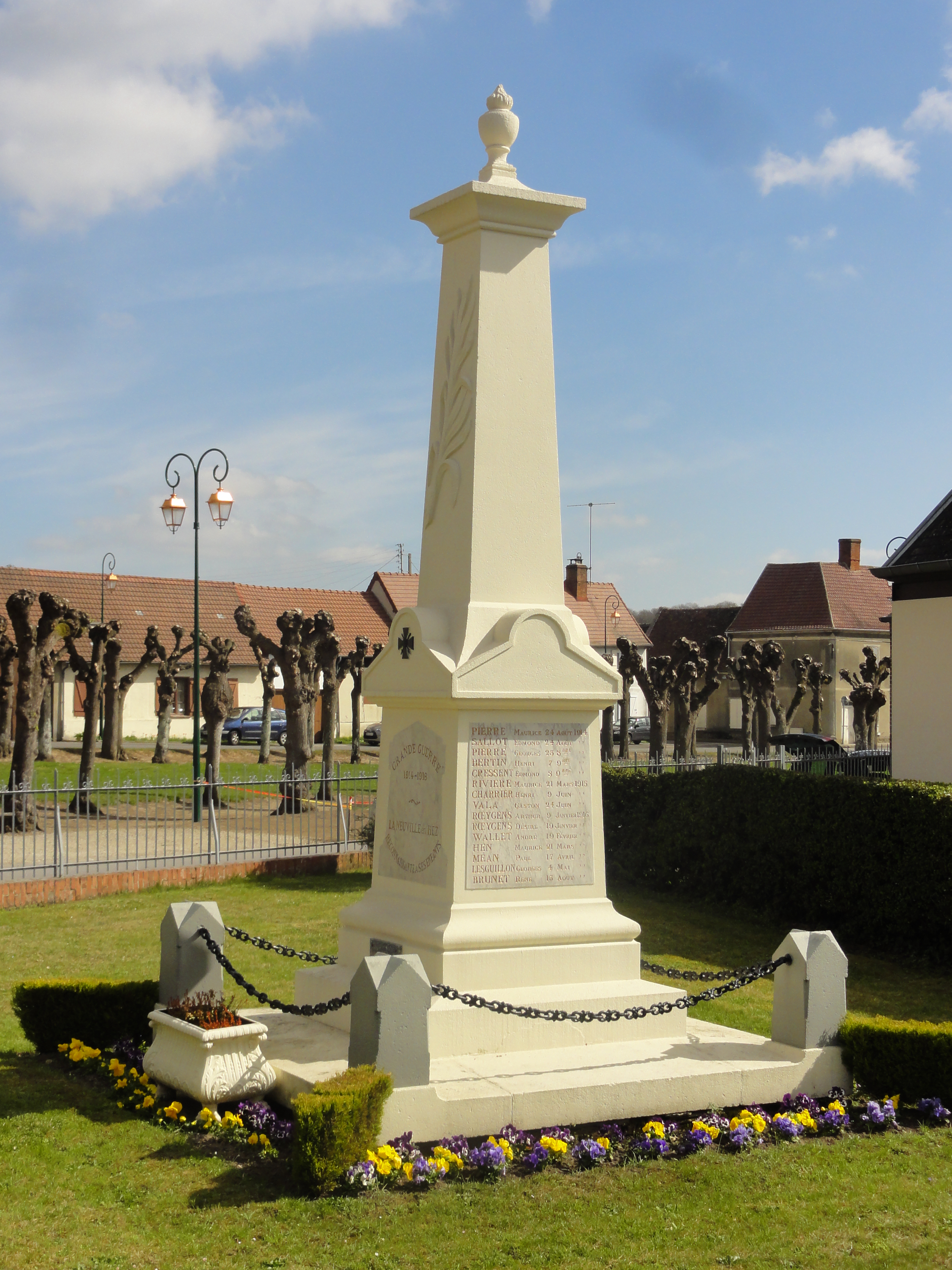
Le monument aux morts.
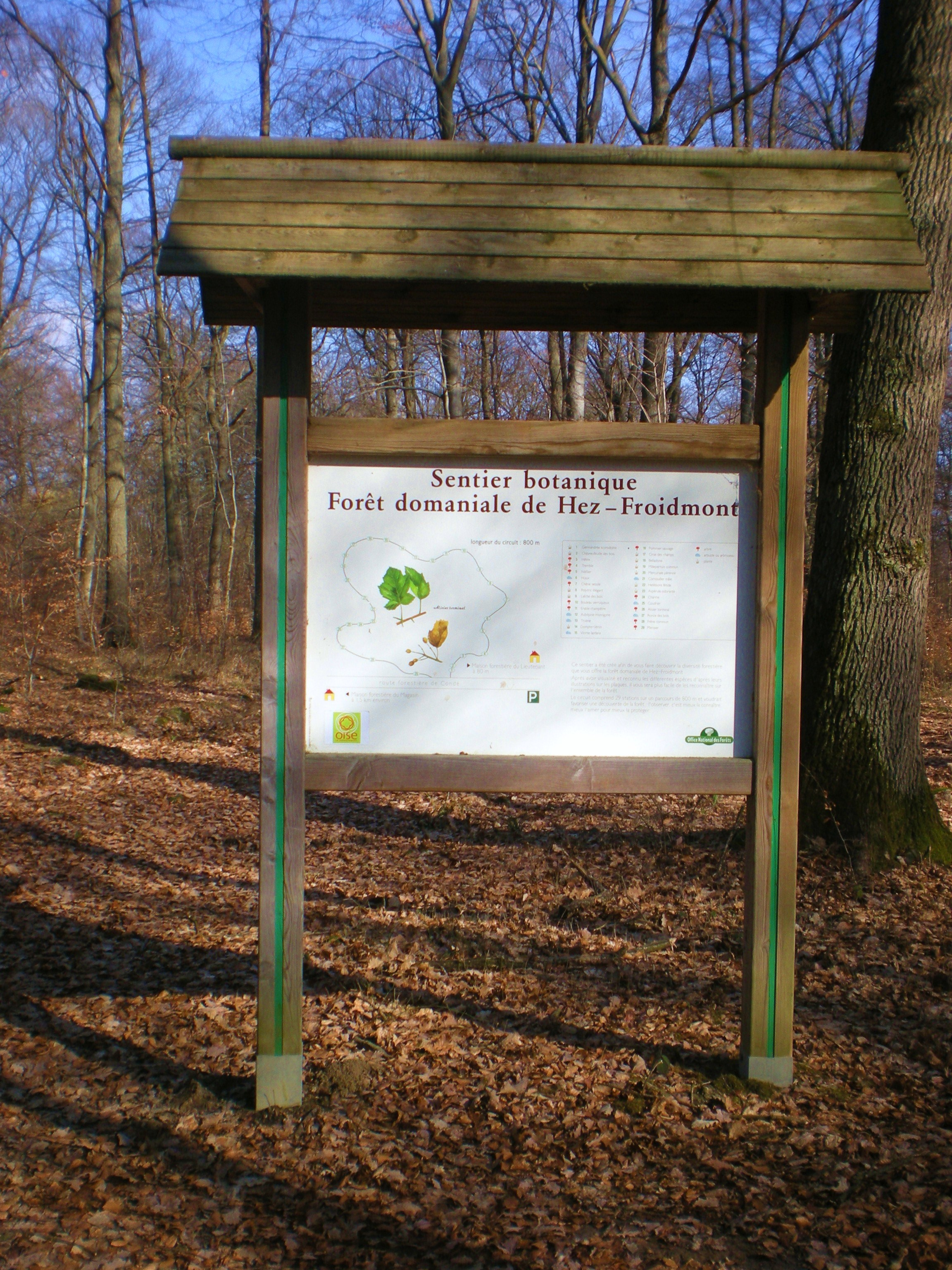
Sentier botanique de la forêt.
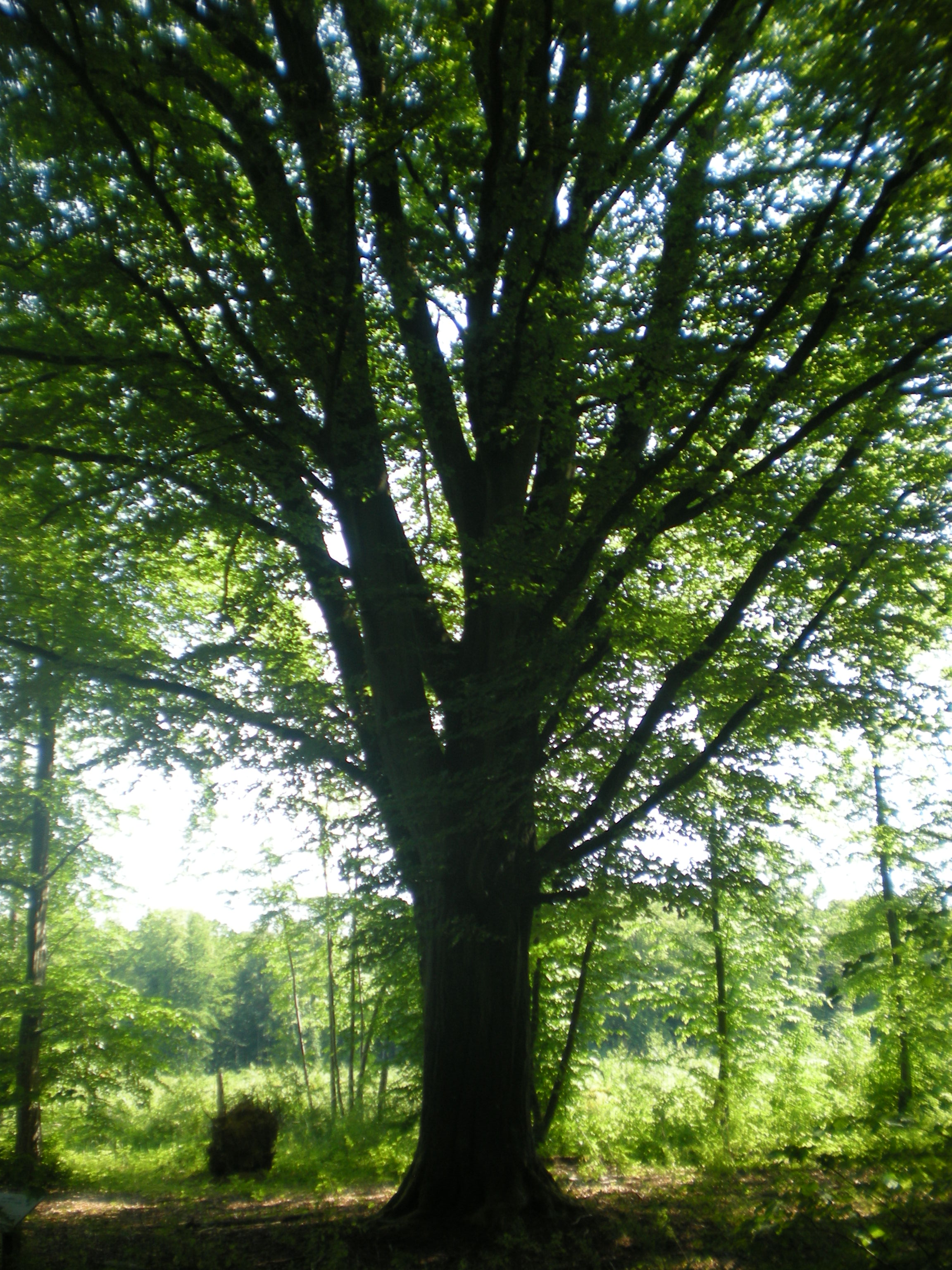
Le hêtre de la Croix le comte.
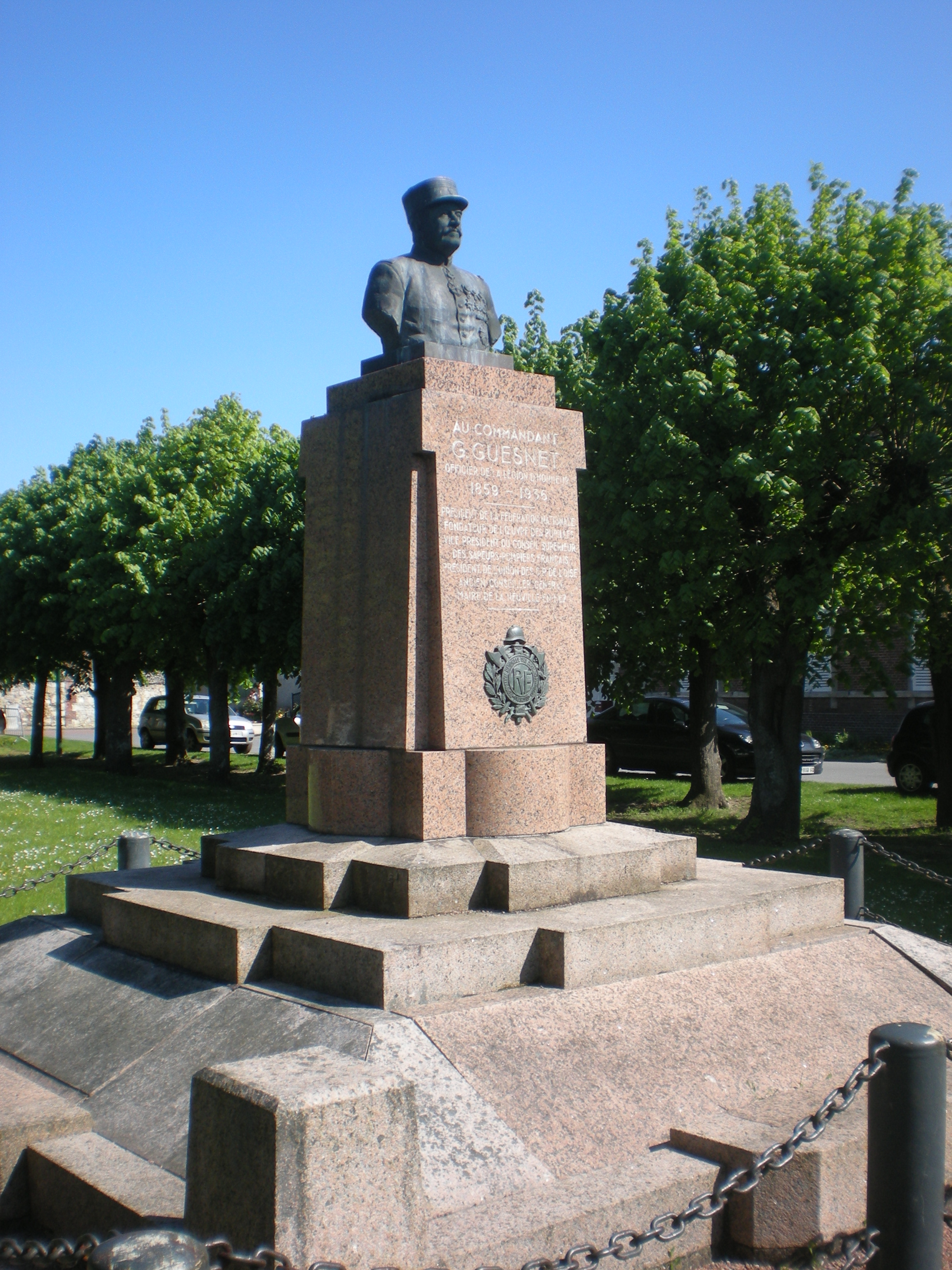
Le monument au commandant G. Guesnet, sur la place Verte.

### Patrimoine naturel
- Sentier botanique
- Sentier et routes forestières
- Arbres remarquables
- Étang communal de la Neuville-en-Hez
- Étang du fond de la garde : Il fut créé par l'ONF en 1979, au-dessus de l'ancien couvent de la Garde. Comme l'étang de la Neuville-en-Hez, c'est un étang artificiel, obtenu par une levée de terre sur le ru de la Garde[52].

### Personnalités liées à la commune
- Louis IX (1226-1270), qui y serait né selon certaines sources[28]
- Adrien Baillet (1649-1706), biographe de Descartes.
- Charles-Émile Callande de Champmartin (Bourges, 2 mars 1797-La Neuville-en-Hez, 15 juillet 1883).
- René Bellanger (1895-1964), peintre. Il a vécu à La Neuville-en-Hez 32, Grande-Rue.

### Héraldique
|  | Les armes de la commune se blasonnent ainsi : Parti : au 1) d'or au coq hardi de sable, au 2) coupé au I de gueules au château d'argent ouvert et ajouré du champ et au II de gueules à la gerbe d'or liée d'argent ; le tout sommé d'un chef d’azur chargé de trois fleurs de lys d'or. Les trois fleurs de lys du fait de la présence d'un château royal où Saint-Louis et ses successeurs séjournèrent. Des vitraux anciens de l'église comportent ces fleurs de lys. Les trois figures sous le chef inspirées des blasons de trois fiefs qui existèrent sur le territoire de la commune de La Neuville-en-Hez et qui furent mentionnées dans le dénombrement effectués par le Syre Nédonchel en 1373 et sous le titre de : Livre des hommages du comté de Clermont-en-Beauvaisis. 1. Jean Aleaume l'aîné (d'or au coq de sable) demeurant dans la maison des coqs à Clermont, tient du châtel un fief à La Neuville-en-Hez. 2. Godefroy de Potis (ou Postz) (de gueules à un château d'argent) tient du châtel de Clermont un fief séant à La Neuville-en-Hez. 3. Jean de Campdaveine, écuyer (de gueules à 3 gerbes d'or) tient du châtel de Clermont le fief de Luzarches séant à La Neuville-en-Hez. |